# Cucurbita maxima subsp. andreana

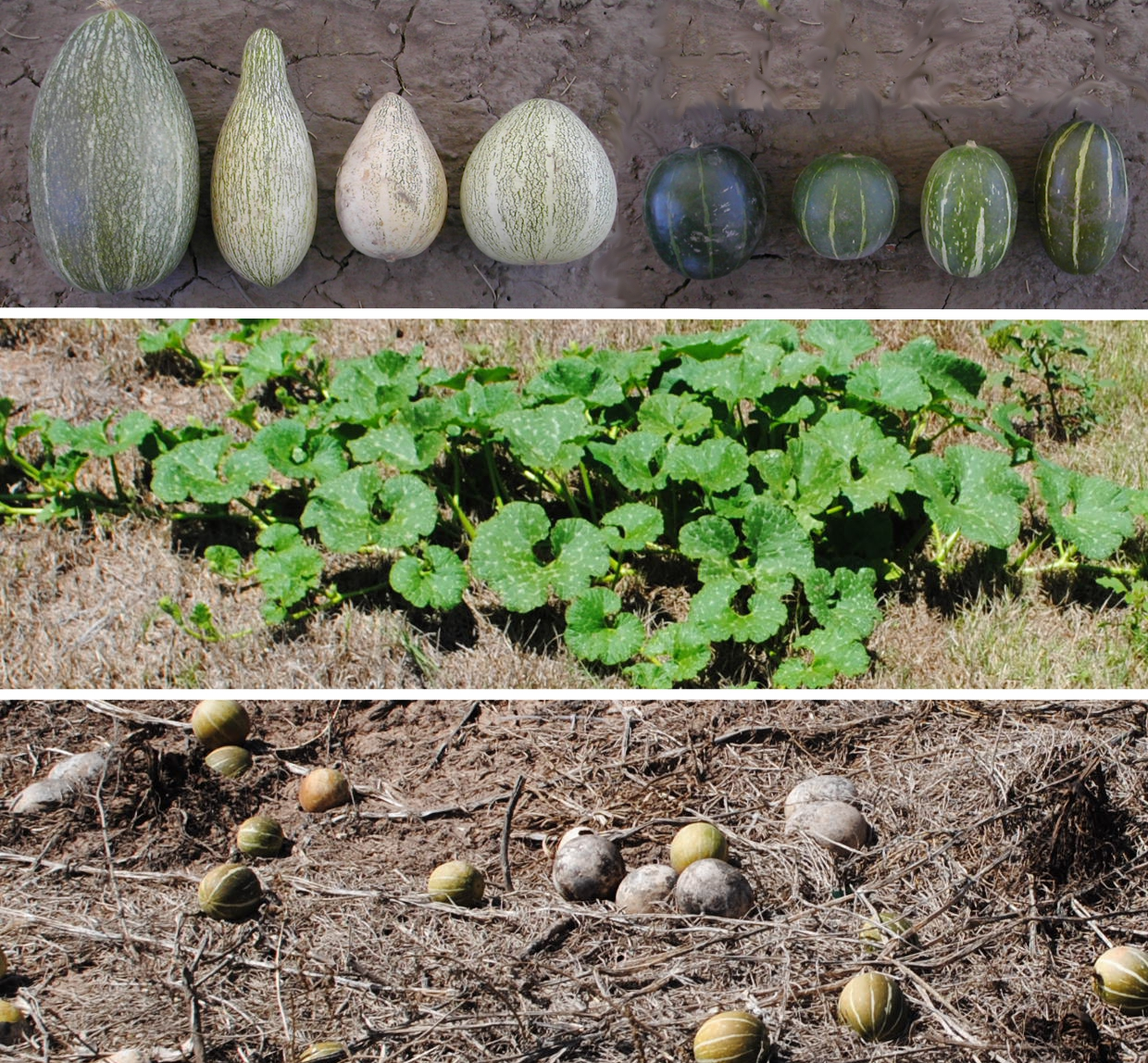
Zapallito amargo, fotos de F. López Anido. Los 4 de la derecha son como los descriptos por Millán (1945) y otros autores.

En Argentina, se llama zapallito amargo o zapallo amargo, o cháncara en el centro del país (nombre científico Cucurbita maxima subsp. andreana = Cucurbita andreana si es en el rango de especie) a las poblaciones silvestres de la especie Cucurbita maxima, de las que derivan las diferentes variedades domesticadas de zapallos y zapallitos pertenecientes a la misma especie y agrupadas en Cucurbita maxima subsp. maxima. En su forma no hibridada con las variedades cultivadas, su fruto es una calabacita liviana de exocarpio endurecido y mesocarpio reabsorbido, seco y fibroso, en el que se encuentran las semillas. Es la única calabacita silvestre presente en Argentina y Uruguay.
Distribuida en Argentina central hasta Uruguay, y quizás en un rango algo más amplio, la importancia económica que tradicionalmente se le adjudica radica en que poliniza cultivos de Cucurbita maxima y de esa forma puede reintroducir el gen del sabor amargo y tóxico en ellos, problema más aparente en las variedades cultivadas de tipo "zapallito" (Cucurbita maxima var. zapallito). Invasora de tierras aradas en los cultivos, es considerada maleza en Argentina, y parece haber evidencias de que algunas poblaciones silvestres son híbridos con poblaciones cultivadas.
Es la más austral de las poblaciones silvestres de Cucurbita.

## Distribución
Presente en las regiones templadas de latitudes bajas (de clima estacional con veranos cálidos e inviernos fríos) de Argentina y Uruguay, según las ocurrencias registradas en la literatura, quizás el rango se extienda más allá de esa ecozona.
En Argentina, presente con mayor o menor representación al menos en las provincias: Buenos Aires, Entre Ríos, Santa Fe, Córdoba, La Pampa, San Luis, Santiago del Estero, La Rioja, Mendoza. Según Parodi (1934 citado en Contardi 1939) su distribución se corresponde con la "pradera pampeana" y medio y sur del "parque mesopotámico", Contardi hace notar que también se encuentra fuera de ellas, Burkart la encuentra en el Delta en una zona que correspondería a la "Provincia del Espinal" de Cabrera. 
Con respecto al hábitat, crece en "suelos modificados: terraplenes, maizales, antiguas taperas, viejos corrales, vizcacheras, etc." (Parodi 1935 ver también Contardi 1939).

## Descripción
La monografía taxonómica que incluye la revisión más reciente de este taxón probablemente sea Lira Saade (1995), en español. 
Como toda Cucurbita maxima (pero no todo el género), esta planta es anual, germina en primavera y durante todo el verano da flores tanto masculinas como femeninas en la misma planta (es monoica), que son polinizadas por insectos específicos e inespecíficos, al llegar al otoño deja sus frutos maduros de tipo calabaza y muere al llegar las primeras heladas, no tiene órganos reservantes como adulta y sobrevive el invierno exclusivamente como semilla. Es planta guiadora, trepadora, enredadera por zarcillos, rastrera en todos los nudos (es decir que enraiza en todos los nudos que tengan contacto con la tierra), y de tamaño muy variable. En lo herbáceo son similares a las variedades cultivadas de C. maxima (Millán 1945), sus hojas son orbiculares, reniformes o trilobadas (Pozner 1998 citado en Ashworth y Galetto 1999), sus zarcillos se dividen en 3 a 6 ramas (son 3-6 fidos, Ashworth 1997 citado en Ashworth y Galetto 1999). Martínez Crovetto en Burkart (1974, citado en Ashworth 1997) la describía de zarcillos trífidos y hojas trilobadas. Hay formas de hojas verdes y formas de hojas marmoreadas.

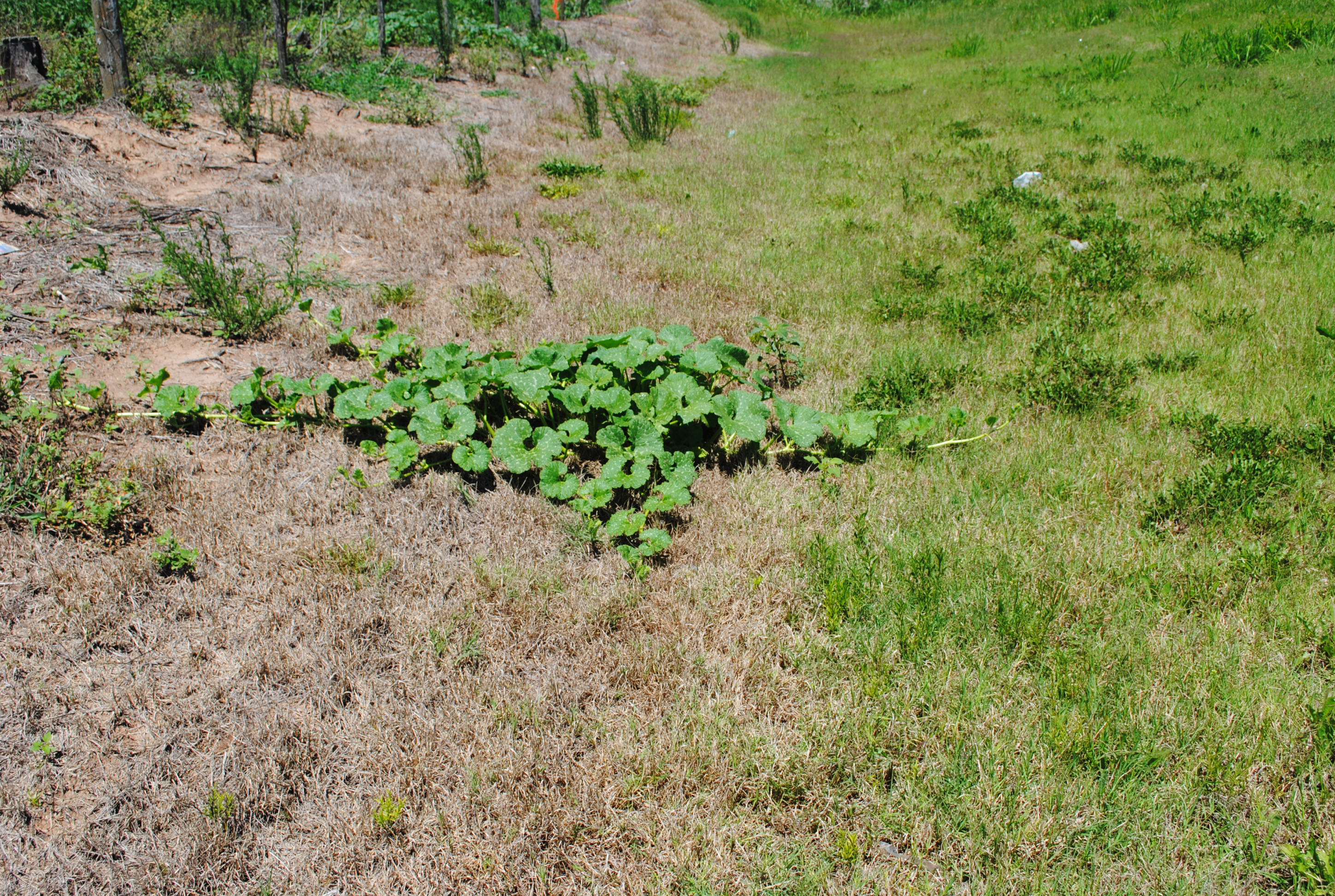
Hábito del zapallito amargo a mitad de temporada. Foto de F. López Anido.
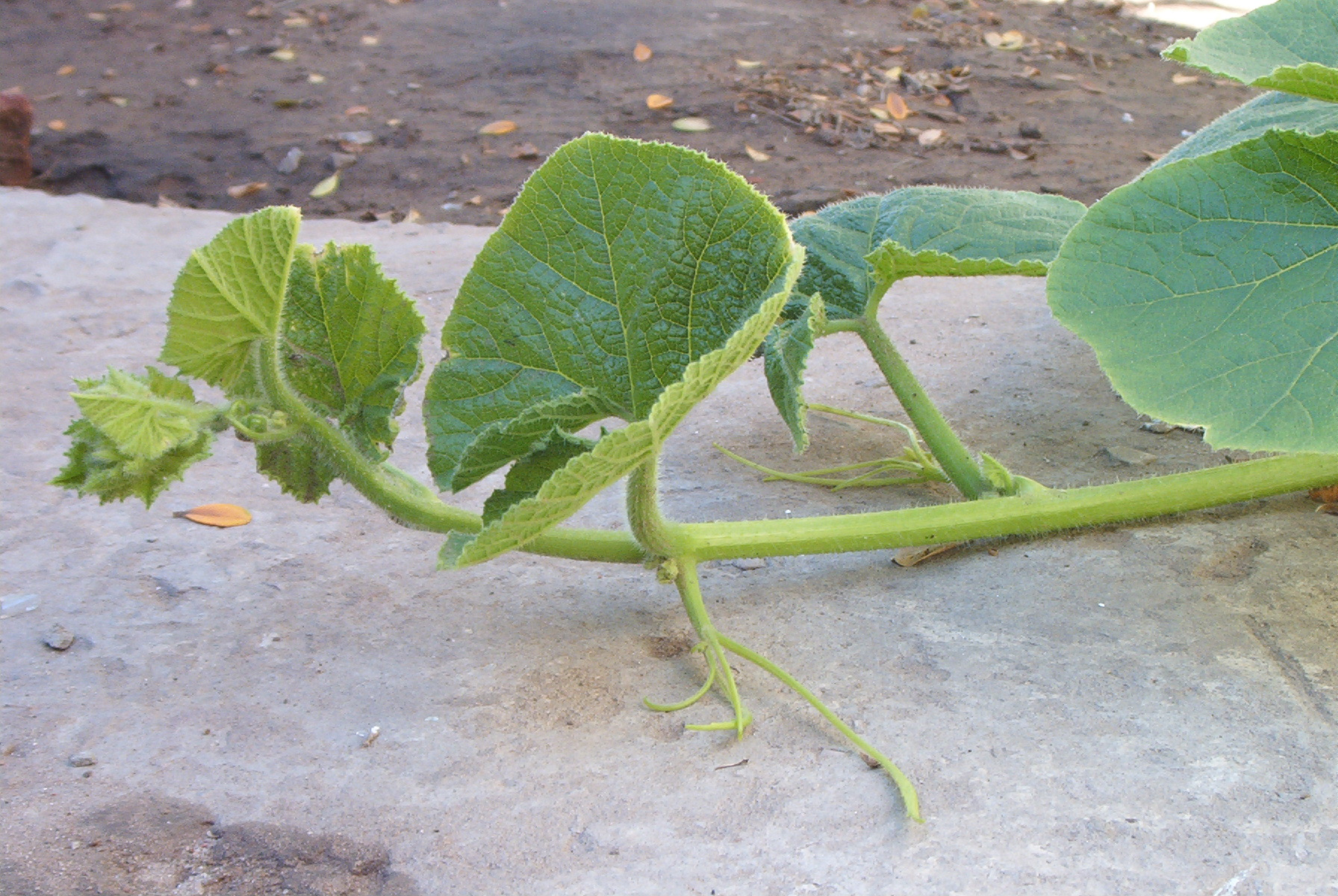
Zarcillos en los nudos de Cucurbita maxima, en este caso en una variedad cultivada.
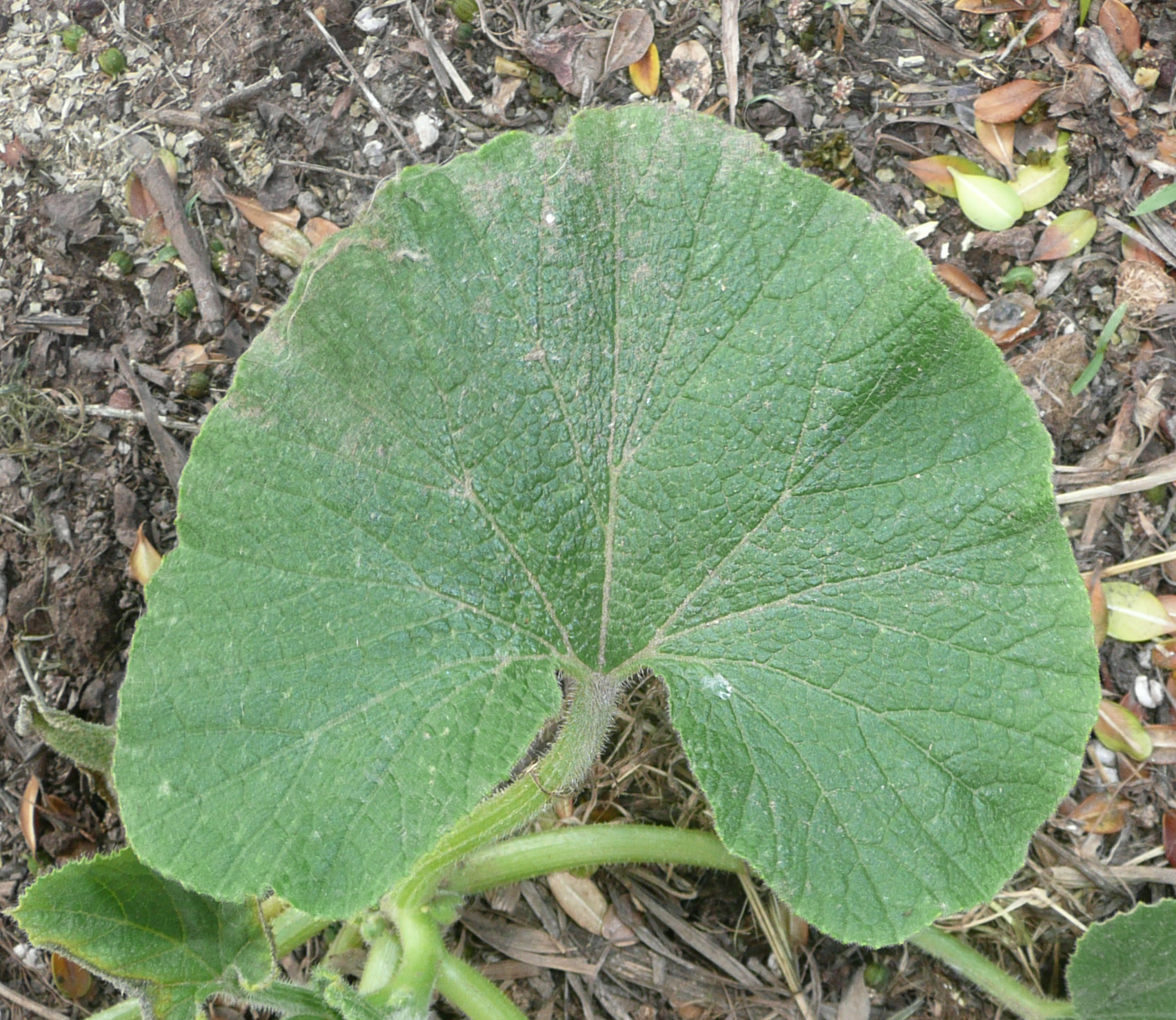
Cucurbita maxima: Hoja reniforme.
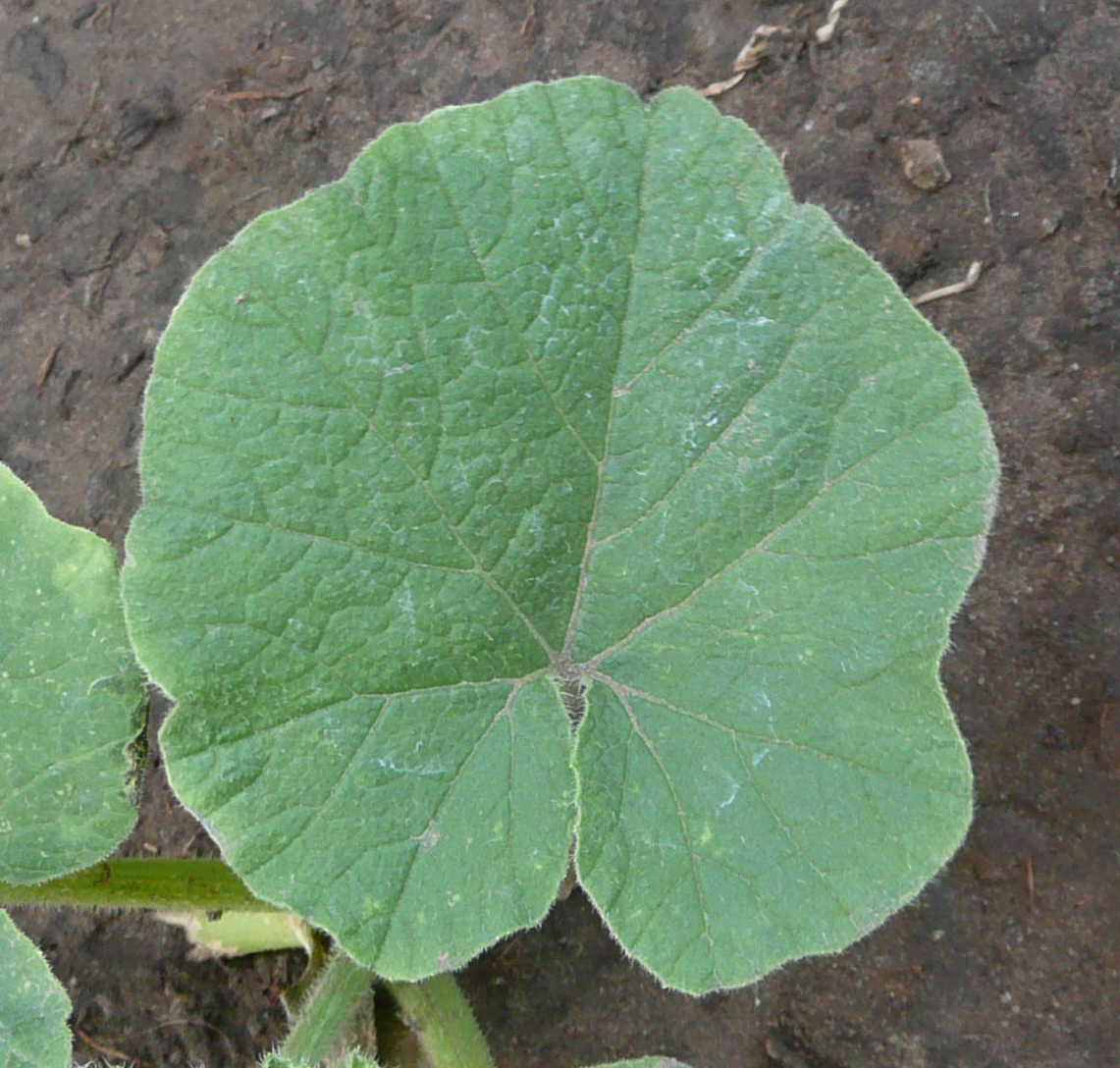
Cucurbita maxima: Hoja orbicular.
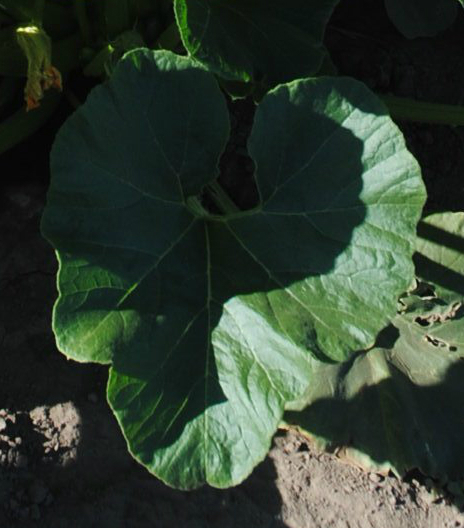
Cucurbita maxima: Hoja trilobada. Foto de F. López Anido.
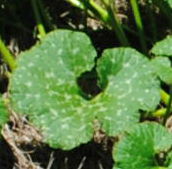
Cucurbita maxima subsp. andreana: hoja marmoreada (mottled leaf). Foto de F. López Anido.

Las flores también similares a C. maxima cultivada (Millán 1945), se disponen como es patrón en las cucurbitas rastreras, en una misma mañana las flores masculinas de pedicelo largo se encuentran en nudos más cercanos al origen, y las femeninas de pedicelo más corto y rígido se presentan en menor cantidad y más alejadas del origen, a medida que pasan los días, maduran flores cada vez más alejadas del origen; en los nudos donde ya ha habido flores pueden madurar inflorescencias masculinas nuevamente. Ashworth y Galetto (1999) describen minuciosamente los caracteres de flores masculinas y femeninas, del polen y los nectarios florales de la población de Tilisarao (Chacabuco, San Luis).
Son principalmente diferenciables de la subespecie cultivada en algunos caracteres del fruto, tomados en conjunto (Millán 1945): "Pedúnculos. "Cucurbita andreana: Pedúnculos más o menos herbáceos o fibrosos, generalmente caducos. Cucurbita maxima: Pedúnculos corchosos y persistentes. Frutos maduros. "Cucurbita andreana: Mesocarpio reducido a fibras, secos y livianos, que se conservan indefinidamente. Cucurbita maxima: Mesocarpio jugoso, pesados y que terminan pudriéndose después de un limitado período de conservación. Toxicidad. "Cucurbita andreana: frutos amargos. Cucurbita maxima: Frutos dulces".

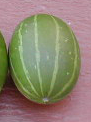
Fruto de Cucurbita maxima subsp. andreana. F. López Anido.

Millán (1945) y en correspondencia con autores como Parodi y Contardi describe frutos silvestres relativamente uniformes, salvo en las poblaciones híbridas. Pero en la literatura consultada pueden describirse muy diversos en tamaño, forma y color.
Las semillas son grises de claro a algo oscuro, de superficie lisa y brillante y la longitud varía de 6 mm hasta 10 mm o 16 mm. La semilla pesa solo 0,02 g (en las variedades cultivadas pesa 0,25 g), y posee casi un 40% de lípidos que fueron identificados. Con respecto a las variedades cultivadas, la semilla almacena 3 veces más calcio por gramo, el resto de los minerales en semillas y polen (fósforo, potasio, magnesio) sin diferencias significativas, siendo el almacenaje muy independiente de la concentración de potasio; la planta que se desarrolla también acumula al menos inicialmente más calcio, menos hierro, zinc y magnesio, y la misma cantidad de fósforo y potasio, que las variedades cultivadas.
El tamaño de fruto y semilla parecen estar correlacionados (Lema 2011 citando a Piperno et al. 2000, y a Smith 1997, el último solo en Cucurbita pepo).
Las flores aparecen entre diciembre y abril, tienen una vida de 9 horas, y son polinizadas por polinizadores inespecíficos, principalmente abejas en ambientes silvestres y escarabajos en el interior de campos sembrados con soja o maíz. Como es patrón en Cucurbita rastreras, las flores masculinas son producidas en más cantidad, concentradas en los nudos cercanos al origen, su largo pedicelo facilita su exposición a los polinizadores, y además de néctar ofrecen polen como recompensa de la polinización., mientras que las flores femeninas, de pedicelo más corto y rígido, se encuentran en menor cantidad y más cercanas a los extremos de las guías. Las flores femeninas producen el triple néctar que las masculinas, en igual composición y concentración, que como en las masculinas es tomado prácticamente en su totalidad por los polinizadores, aparentemente la mayor producción de néctar aumenta el número de visitas. La composición del néctar fue estudiada en Ashworth (1997). Néctar y polen son aprovechados casi en su totalidad y la polinización es eficiente. No hay diferencias significativas entre los productos de la autopolinización, la polinización cruzada y la libre al menos en la producción de frutos y semillas.

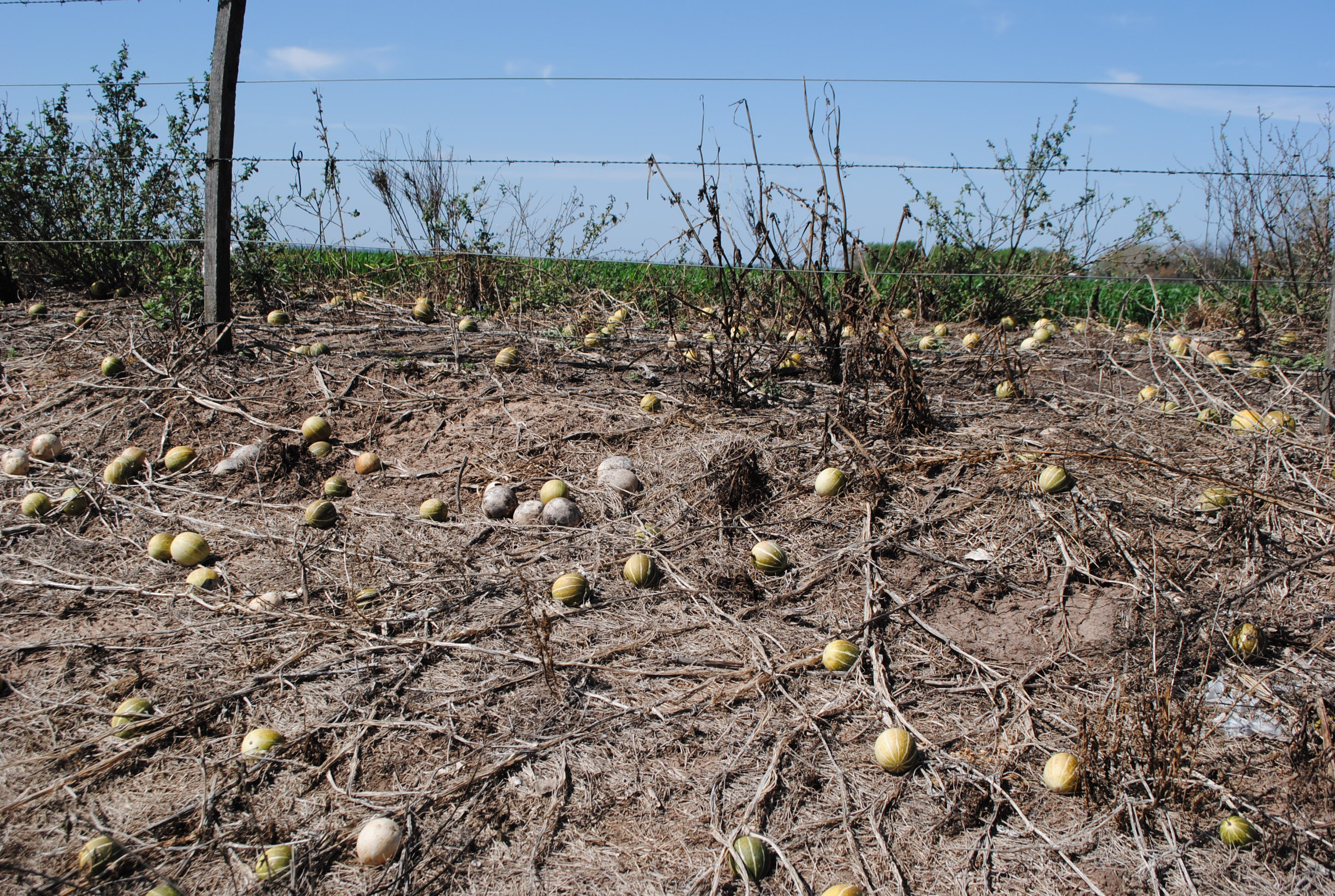
Frutos recién formados en una planta que acaba de cumplir su ciclo, visibles entre los frutos de la temporada anterior, de color más desgastado. Su agente primario de dispersión aparentemente está extinto.

El fruto recién madurado posee cáscara dura y pulpa tierna, pero las cucurbitacinas la proveen de un sabor amargo y tóxico no digerible por ningún animal viviente en la región del tamaño necesario para quebrar la cáscara y consumir su pulpa. No se han encontrado agentes primarios de dispersión, aquellos para quienes estaba adaptado el fruto, se creen extintos al menos en la última glaciación. Hoy en día los frutos de las cucurbitas silvestres como el zapallito amargo al madurar se mantienen en su sitio hasta que con el tiempo eventualmente la cáscara se rompe y las semillas germinan en el mismo lugar en que se formó el fruto, una pequeña proporción de ellos probablemente esté siendo dispersada por roedores que se alimentan de sus semillas (principalmente vizcachas, uno de los nombres que recogió Millán es "zapallo de vizcachera"), en una forma de dispersión cuya eficiencia aún no fue estudiada; y también por la actividad agrícola humana; además de la que se presume que podría haber por corrientes de agua al ser el fruto flotante.
Un porcentaje importante de las plantas presenta nectarios extraflorales solo visibles al microscopio en la parte abaxial de las hojas, en forma de protuberancias que en cambio aparecen en el 100% de las variedades domesticadas de la especie (López Anido y Vesprini 2007 en respuesta a Hunziker y Subils 1975). No está clara su función ya que no se observan insectos visitándolos, las plantas no ven afectada su funcionalidad ni por poseerlos ni por no poseerlos, y pueden ser un relicto de algún plan corporal antiguo o pueden haberse fijado por casualidad (López Anido y Vesprini 2007).
Algunas de las cucurbitacinas, responsables de darle el sabor amargo a los frutos de estas poblaciones, han sido identificadas por espectroscopía de masas y por espectroscopía NMR, la primera fue colocintina en 1936.. Las cucurbitacinas (que se producen en al menos algunos tejidos de todas las cucurbitáceas) matan o repelen la mayoría de los herbívoros vertebrados e invertebrados incluidos insectos. Una excepción son algunas especies de los escarabajos crisomélidos Diabroticina y Aulacophorina (en Argentina presente Diabrotica speciosa, Contardi 1939), que pueden localizarlas desde largas distancias y las secuestran para su propia defensa.
Con respecto a los herbívoros, la "vaquita" Diabrotica speciosa fue observada consumiendo frutos y semillas, y la mariposa Eudioptis hyalinata fue observada depositando sus huevos en partes tiernas aéreas que luego son devoradas por las larvas. Este comportamiento de esta mariposa fue observado también en otras cucurbitáceas, en ésta en particular, las partes más comidas fueron las flores, disminuyendo así la producción de frutos.

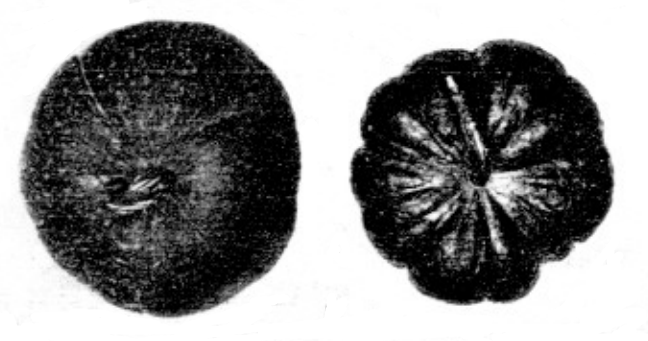
Misma población, frutos sin (izquierda) y con (derecha) lóbulos.

Hay variantes, poblaciones de morfología diferente de la descripta arriba, que se cree que provienen de híbridos con las variedades cultivadas, como la población de Jesús María (Córdoba, Argentina) publicada en 1945 (Millán 1945) y que ya había sido comentada en 1939 (Contardi 1939), que posee frutos lobulados, algunos con "corona" (cuando el perianto se ubica alejado del ápice, al caer deja un anillo corchoso que delimita al botón o corona, el cual a veces protruye), la cáscara no tan dura, el mesocarpio jugoso a la madurez y el fruto pesado, las semillas más grandes (10 a 16 mm) de color blanco o castaño (Millán 1945), y con solo un 50% de alelos del gen del sabor amargo Am (Contardi 1939), caracteres intermedios con los del "zapallito del tronco" argentino y muy probablemente híbrido con él. También se han encontrado poblaciones que espontáneamente habían perdido el sabor amargo y eran comestibles, la población de Pergamino, provincia de Buenos Aires, publicada en 1968, poseía un sabor "que corresponde entre el del pepino y un zapallito de tronco desabrido".
Según lo describe Raffo (1997), quizás describiendo una población local: "Los tallos son ramificados de varios metros de largo, con más de 20 nudos en los cuales nacen las hojas. Las hojas tienen los bordes dentados y aserrados, con superficies ásperas y pelos rígidos sobre las nervaduras. Las flores masculinas, entre 14 y 15, aparecen en los primeros nudos, después de este tramo de floración, que ocurre más o menos en un metro, desarrollan las primeras flores femeninas que son cortas y gruesas. Los frutos son pequeños de forma oblonga de 5-7 cm. de diámetro por 9-11 de largo de color verde oscuro, con franjas longitudinales amarillentas, con semillas numerosas, blancas y envueltas en la pulpa carnosa."
Los fitolitos de la corteza, que por su resistencia al decaimiento son importantes en el diagnóstico de Cucurbita en sitios arqueológicos (Bozart 1987, Piperno et al. 2000, citados en Piperno et al. 2002); presentes en la corteza de C. andreana son diagnósticos (la distinguen del resto del género y de C. maxima cultivada) y fueron analizados por Piperno et al. (2002). También se encuentra en la literatura que fue descripta la micromorfología de la semilla de ésta y otras cucurbitas por Lema et al. (2008) y la micromorfología y la anatomía del fruto (es decir la morfología y la estructura de las diferentes capas de células, vistas al microscopio), por Lema (2011).
En las últimas décadas se están empezando a integrar datos moleculares de ADN y de isozimas a la descripción del taxón (Wilson et al. 1992 para el ADN cloroplastídico, Sanjur et al. 2002 para hibridación de ácidos nucleicos, para isozimas, y para datos mitocondriales, Esteras et al. 2009 para AFLPs, ver también Bertolio et al. 2010).
En lo que respecta a los genes estudiados, el sabor amargo dado por las cucurbitacinas parece estar regido por un solo factor simple, el gen Am (por amargo), dominante, normalmente presente en homocigosis (Contardi 1939), esperablemente el mismo que en inglés llamaron Bimax* (o Bi, por bitter) presente en Cucurbita maxima y Cucurbita ecuadorensis El único otro gen informado hasta el 2009 fue el de fruto "bicolor" ("pigmentación amarilla precoz") al que llamaron Bmax. Otros genes como Bu (bush habit, hábito arbustivo) bl (blue, fruto color azul), D (dark, tallo -al menos pedúnculo- oscuro), Fr (fruit fly, resistencia a la mosca de la fruta Dacus cucurbitae), gl-1* (glabrous, sin tricomas), grl (gray leaf, hoja gris), Hi (Hard rind inhibitor, inhibición de la cáscara dura), l-1 (light fruit coloration-1, color claro del fruto 1), li-2 (light fruit coloration-2, color del fruto claro 2), lo-1 (lobed leaves, hojas lobadas 1), Lo-2 (Lobed leaves-2, hojas lobadas 2), M (Mottled leaves, hojas marmoreadas), ms-1 (male sterile-1, flor masculina estéril 1), ms-3 (male sterile-3, flor masculina estéril 3), Rd (Red, piel roja), s-1 (sterile, flores estériles 1), uml (umbrella-like, hojas como un paraguas semiabierto), v (virescent, hojas jóvenes amarillo-verdosas), wc (white corolla, corola blanca), wyc (white-yellow corolla, corola blanco-amarillenta), yg (yellow-green, hojas y tallo amarillo-verdosos), y algunas variantes de isozimas, solo fueron confirmadas en las variedades cultivadas de la especie (review en París y Kabelka 2009). Las hojas marmoreadas fueron confirmadas visualmente por Parodi (1935) y F. López Anido (2011).

## Filogenia, taxonomía y evolución

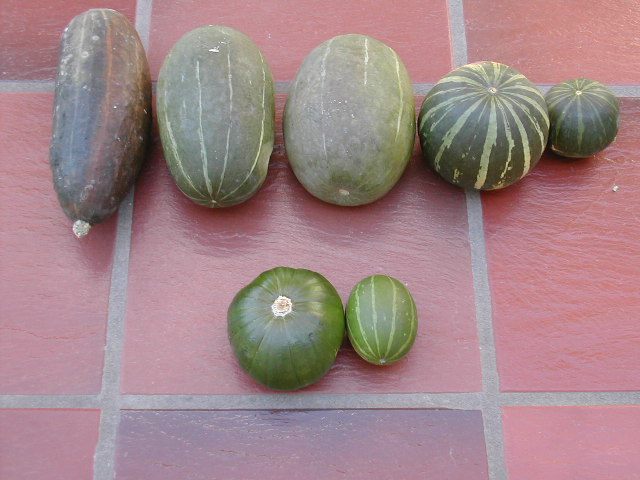
Resultado de los experimentos de hibridación entre un zapallito cultivado (abajo a la izquierda, inmaduro) y uno silvestre (abajo a la derecha, maduro). Arriba se expone la diversidad de frutos en la segunda generación de híbridos, maduros. El zapallito cultivado al madurar es de unos centímetros más de diámetro un color oscuro similar al de los de arriba.

Las poblaciones silvestres, agrupadas en esta subespecie, son completamente interfértiles con las cultivadas agrupadas en la subespecie Cucurbita maxima subsp. maxima y separadas de las demás especies cultivadas por barreras reproductivas. Algunos taxónomos las listan en el rango de especie (Cucurbita andreana) porque morfológicamente son muy distintivas, y durante el cultivo se eliminan las formas intermedias.
En lo que respecta a la filogenia, las poblaciones silvestres no híbridas se reconocen como similares al ancestro de las poblaciones cultivadas, tanto morfológicamente (Parodi 1935, confirmado en la descripción morfológica más detallada de Millán 1945, en inglés se suele citar a Nee 1990), como recientemente por datos moleculares (Sanjur et al. 2002). Millán (1945) y Contardi (1939) concuerdan en sus trabajos con Parodi 1935 quien las ubica como el ancestro de las poblaciones cultivadas en el marco teórico de Zhiteneva (1929-1930). Hipótesis alternativas menos citadas son que las dos poblaciones pueden descender de un ancestro extinto (Wilson et al. 1992 citado en Lema 2011), o incluso que la silvestre puede descender de la cultivada (Whitaker y Bemis 1964, Hurd et al. 1971 citado en Ashworth 1997). Un último marco teórico es que C. andreana y C. maxima cultivada se estén comportando en conjunto como una unidad biológica (¿una especie biológica?) y que cada subgrupo contenga caracteres primitivos y derivados (una posibilidad de Ashworth 1997 citando a Kirckpatrick et al. 1988).

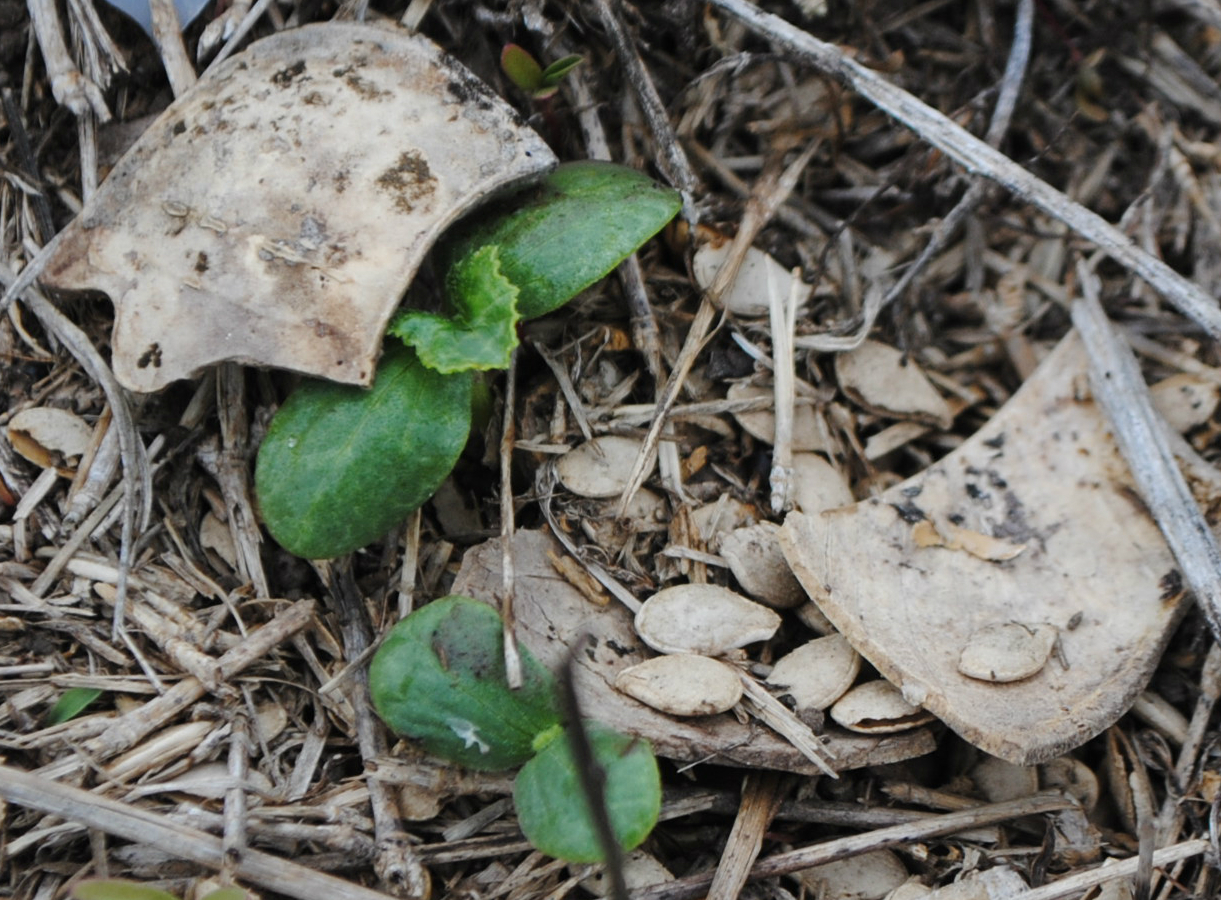
Semillas germinando en el lugar donde el fruto se formó en la temporada anterior y eventualmente se partió. Foto de F. López Anido.

Parece haber evidencias de que al terminar la última era del hielo o glaciación (a finales del Pleistoceno) se extinguieron algunas de las últimas especies de la megafauna americana, anterior a eso hubo una gran extinción durante el Gran Intercambio Americano al unirse los continentes de Norteamérica y Sudamérica, a esta megafauna pertenecía el gremio que aparentemente tenía la capacidad de partir la cáscara y digerir la pulpa para otros animales tóxica del fruto de Cucurbita andreana, y de las demás Cucurbita, hoy en día no hay ningún dispersor viviente primario -para el que se había adaptado su pulpa-. Las calabacitas de Cucurbita, como las calabazas en general, son grandes en relación con otros frutos silvestres (se considera que el fruto es grande a partir de los 5 cm de diámetro, muy grande a partir de los 10 cm). Las semillas se han quedado sin su agente de dispersión primario, el caballo reintroducido en América por los españoles puede partir su cáscara pero no consume su pulpa. Las especies que han perdido sus dispersores se dispersan por gravedad y corrientes de agua, cuando es así se espera que su rango geográfico sea cada vez más localizado en zonas bajas e inundables. De hecho según Lira Saade (1995), las especies de Cucurbita silvestres poseen rangos geográficos relativamente pequeños, solo unas pocas poseen rangos algo más amplios como Cucurbita foetidissima en Estados Unidos al centro de México y Cucurbita argyrosperma subsp. sororia en México a Centroamérica. Son dispersores secundarios de Cucurbita andreana los roedores (en las pampas argentinas especialmente la vizcacha) que la transportan a su madriguera para consumir sus semillas, y también la actividad agrícola humana, en una forma de dispersión cuya eficiencia aún no fue estudiada. La pulpa que parece haber existido en las Cucurbita silvestres parece estar seleccionándose negativamente.
Las campañas recientes publicadas en la web firmadas por TC Andres y otros colaboradores sugirieron su presencia en el este de Perú y Bolivia, lo que indicaría que estas poblaciones tienen o tuvieron una distribución mucho más amplia de la que hasta poco se creía. Vavilov (1935, citado en Millán 1945), aplicando el principio de que el centro de origen de una especie coincide con el centro de concentración de sus variaciones y la presencia del mayor número de caracteres endémicos, estableció que la variedad cultivada de C. maxima se formó en Perú y Bolivia, si bien según Millán (1945) no se había estudiado suficientemente la variabilidad de las razas criollas de Argentina, Chile, Paraguay y Brasil, y que aun cuando fuera cierto, las montañas de Perú y Bolivia podían ser un centro secundario de variabilidad, como ya se había comprobado la presencia de centros secundarios en Asia y África. Sanjur et al. (2002) comenta que hay muestras de C. andreana que describió Nee en las tierras bajas de Bolivia, por lo que el rango de domesticación puede haberse extendido hasta esa región, si bien Nee (1990) no incluye ese rango. Esteras et al. (2009) midieron variabilidad de AFLPs y efectivamente encontraron, tal como Millán hipotetizaba en 1945, que las poblaciones cultivadas de Cucurbita maxima poseían la variabilidad más alta en Argentina, como también en Argentina había algunos genotipos intermedios entre la subsp. maxima colectada en Bolivia, Ecuador, Paraguay, Perú y Argentina, y la subsp. andreana; además de una clara separación entre las dos subespecies, lo que según los autores apoyaría la hipótesis de un origen argentino y único de la subespecie cultivada.

## Importancia económica

### Como maleza

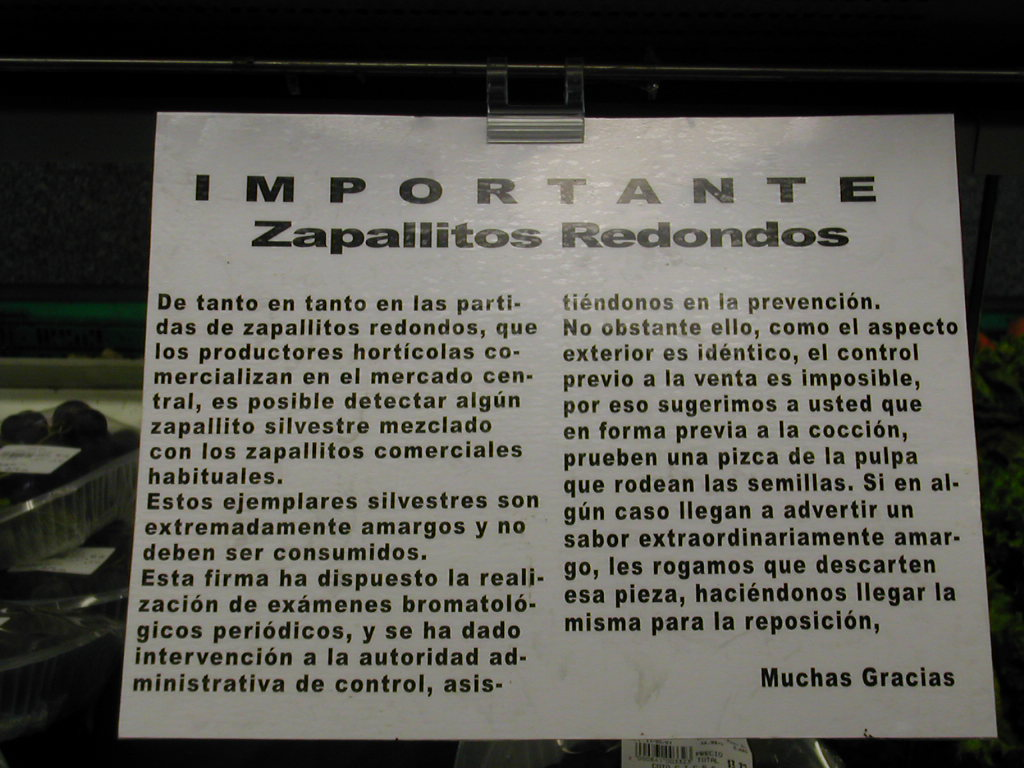
Cartel previniendo la posible aparición de frutos amargos en los lotes de zapallito. Mercado en la ciudad de Rosario (Santa Fe, Argentina), 2007. Foto de F. López Anido.

Los frutos amargos que ocasionalmente se venden como variedad cultivada y se cree provienen por hibridaciones con el zapallito amargo, son descritos así por la ANMAT (Administración Nacional de Medicamentos, Alimentos y Tecnología Médica): "Además de su sabor amargo, son pequeños, redondos y de cáscara dura. Al cortarlos, presentan una gran cantidad de semillas y muy escasa pulpa. Su cocción no elimina el riesgo de gastroenteritis debido a su efecto irritativo". El problema se ha detectado al menos en Argentina y en Uruguay. No se han encontrado informes de intoxicaciones ni advertencias médicas en Paraguay ni en Bolivia.
Al cultivar zapallito el parental que provee el polen para que se desarrolle el fruto, no afecta el sabor del zapallito cosechado, ya que su pulpa y tegumentos de las semillas provienen genéticamente de la madre, y el padre solo es expresado en plantas y frutos de la generación siguiente, de las que en el zapallito solo está presente el embrión todavía demasiado pequeño para haber expresado sus propias cucurbitacinas (Contardi 1939). La polinización abierta de frutos dulces puede dar una proporción importante de semillas que den plantas de fruto amargo, por lo que la recomendación agronómica es el cruzamiento controlado cuando el objetivo es obtener semillas para sembrar (Contardi 1939). Solo debido a esto la variedad silvestre puede percibirse como maleza por polinización. La recomendación de eliminarla es antigua, desde al menos 1887 hasta 1997.
En un relevamiento reciente en el norte de La Pampa fue registrada como maleza, definida como "que alcanzara un nivel de intensidad que generara competencia con el cultivo", en los campos de girasol, solo en el este de la región IIA y listada en el séptimo (y último) lugar.
Las compañías de herbicidas la listan como maleza.

### Como decorativo

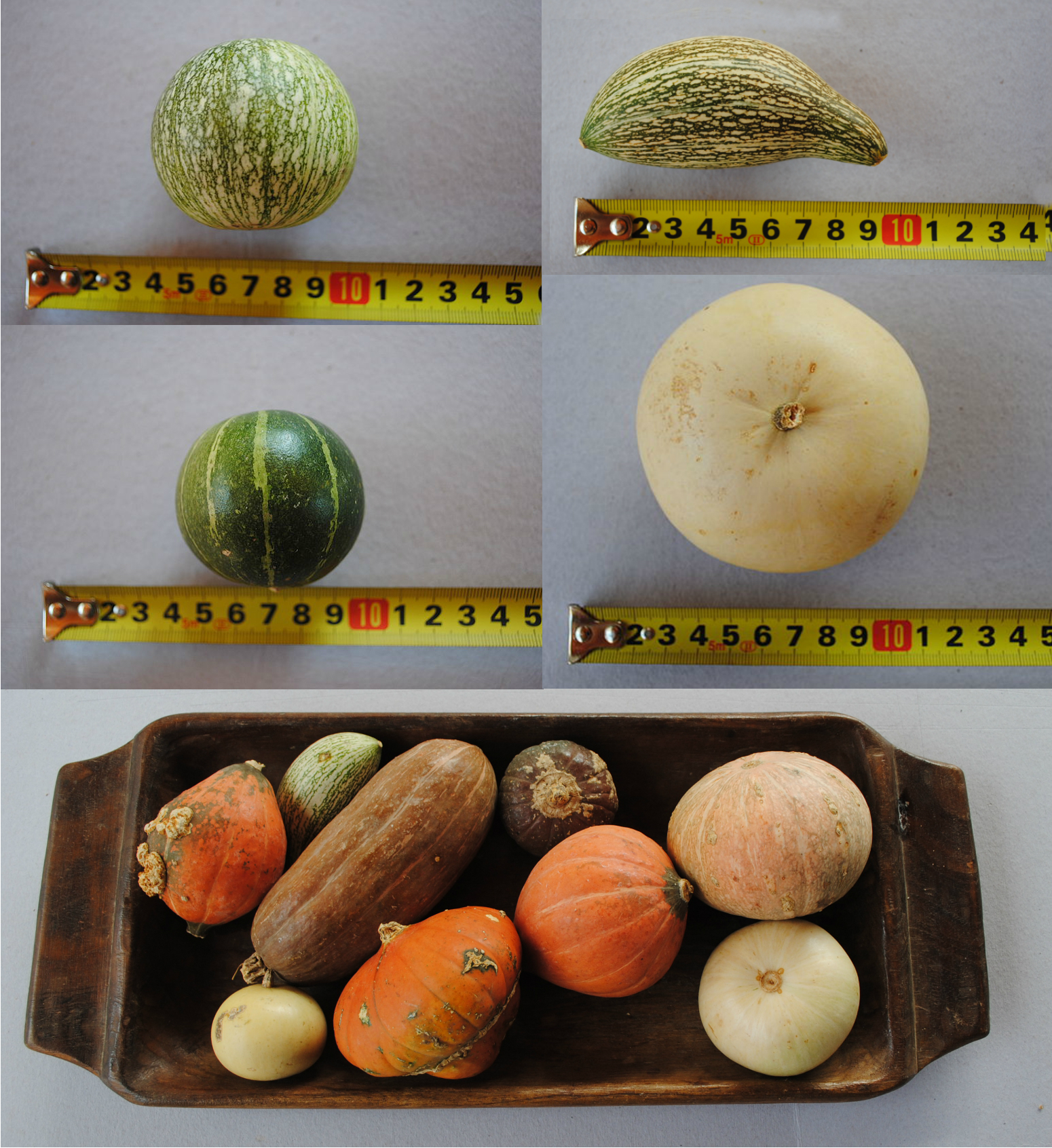
4 frutos de zapallito amargo utilizadas como calabacitas decorativas. Abajo, en un armado decorativo de la especie Cucurbita maxima. Fotos de F. López Anido.

Últimamente López Anido propuso el uso del fruto maduro del zapallito amargo como decorativo, como ya es costumbre ver en variedades comestibles y no comestibles de Cucurbita pepo, especie nativa de Estados Unidos hasta México, y en la variedad mini-Turbante de Cucurbita maxima.
Esta subespecie posee pedúnculo caduco, en cambio la conservación del pedúnculo se considera estética en las calabacitas de Cucurbita pepo.
Esta propuesta solo estaría restringida al rango nativo del zapallito amargo, y en zonas donde no hubiera cultivo de zapallos de Cucurbita maxima por varios kilómetros a la redonda, de forma de no propagar el carácter amargo a las variedades cultivadas.

### Consumo humano
Pérez Castellano, que dejó sus escritos alrededor de 1780 (1914 citado en Millán 1945), contaba que "es tanta su amargura, que una tajada pequeña ha sido bastante para viciar una olla grande de comida y ponerla de modo que ni los perros podían tocarla." Un zapallito de sabor amargo, aunque sea similar al cultivado, presenta un cuadro clínico de intoxicación que "se caracteriza por cólicos epigástricos, diarrea explosiva con múltiples deposiciones diarias que puede llevar a la deshidratación, con un tiempo de incubación entre 30 y 60 minutos y que se autolimita en 24 horas".
Se informó que Charrúas, Puelches, Tehuelches, y comunidades rurales en el área pampeana, consumen el fruto después de detoxificarlo entre cenizas calientes (Lema 2011 citando a Millán 1968, Brücher 1989 y a Lema 2009 quien sugiere la identificación taxonómica después del análisis de los informes escritos). Sin embargo el citado Millán (1968) no encontró la forma de consumirlos: "El arte culinario indígena poseía mil recetas para hacer palatables o inocuas raíces, tubérculos, frutos o semillas que naturalmente no lo eran, y la circunstancia que los zapallos cultivados se consideraran descendientes de especies silvestres de frutos amargos, hizo pensar en los medios que los americanos primitivos pudieron haber usado para poder comerlos sin daño y con gusto. Por curiosidad hicimos unos ensayos muy simples. Disponíamos de un centenar de frutos tiernos del zapallito amargo provenientes de distintas localidades de las provincias de Buenos Aires, Córdoba y San Luis, las que había recibido por conducto del Dr. R. D. Balmaceda y de los ingenieros agrónomos J. R. Báez, U. M. Barletta y S. A. Caruso. Previamente a la experiencia, los frutos fueron probados para comprobar que eran amargos. Carter supuso que la colocintina de los frutos pudo ser reducida o eliminada hirviéndolos o tratándolos con ácido acético proveniente de jugos fermentados. Nosotros hicimos dos pruebas, poniéndolos a hervir y asándolos al rescoldo. En el primer caso, después de diez hervores sucesivos con sus correspondientes cambios de agua, el amargor no varió. En el segundo caso, los frutos se cortaron transversalmente en dos mitades, se colocó cada mitad boca abajo sobre la ceniza caliente, después se dieron vuelta y se llenaron con ceniza hasta completar la cocción. El método es copia de la forma como William Mac Cann vio asar un zapallo en las cenizas de un fogón cerca de Dolores en el año 1847. Pero en nuestra experiencia, el amargor no solamente no disminuyó, sino que aparentemente se acentúa. Pero una muestra que el Ing. Agr. W. F. Kugler nos mandó de Pergamino ofreció un caso inesperado. La totalidad de los 12 frutos que la componían eran dulces, entendiendo aquí que dulce significa no amargo. Los zapallitos tenían olor y sabor semejantes al pepino. Previo remojo durante 24 horas en agua y sal, o cocidos sin sal, el sabor corresponde entre el del pepino y un zapallito de tronco desabrido. Rociados con sal y vinagre durante una noche y probados crudos, en ninguna manera son desagradables." (Millán 1968).
Millán concluye que los pueblos indígenas para consumirlos, "pudieron elegir los frutos no amargos existentes en la población natural de C. andreana" (Millán 1968).
La ANMAT (Administración Nacional de Medicamentos, Alimentos y Tecnología Médica), organismo que recibió numerosas denuncias por intoxicación con zapallitos de sabor amargo, recomienda descartar los zapallitos de sabor amargo sin intentar detoxificarlos.

### En medicina
Cuando posee cucurbitacinas, es decir cuando el sabor es amargo, es un poderoso purgante que tuvo uso como tal pero debido a su toxicidad "fue suprimido en 1943 por el Codex medicamentarius argentino y [a 1968] no se receta ni para los caballos" (Millán 1968). Esta actividad biológica concuerda con la de todas las cucurbitacinas, a las que se reconocían desde hacía centurias efectos laxantes y eméticos (vomitivos), además de ser usadas en el tratamiento de la malaria, la disentería y la dismenorrea, tratamientos que en Cucurbita andreana no fueron informados.
En el 2003 se ha comprobado que las cucurbitacinas de C. andreana poseen un efecto inhibidor del crecimiento celular y que no poseen actividad antiinflamatoria. Esto se contextualizaría en la investigación en cucurbitacinas que se está realizando recientemente como consecuencia del descubrimiento de sus propiedades antitumorales y su toxicidad diferencial hacia las líneas celulares de tumores renales, cerebrales y melanomas.

### En trampas para insectos
Contardi (1939) durante sus experimentos en Buenos Aires notó la gran atracción que ejercía la pulpa de los zapallitos de sabor amargo, sean afines a andreana o al zapallito de tronco, sobre la "vaquita de San Antonio" de la especie Diabrotica speciosa, plaga de hortalizas. Sus hallazgos, curiosos debido a que las cucurbitacinas que le dan el sabor amargo son tóxicas para la mayoría de los insectos, están en sintonía con los de otros autores que encontraron la gran atracción ejercida por las cucurbitáceas ricas en cucurbitacinas sobre algunas especies de escarabajos crisomélidos de las tribus Diabrocitina y Aulacophorina, que pueden detectarlas desde largas distancias, y las secuestran para su propia protección. En una comparación posterior entre hojas, frutos y raíces de 18 especies y subespecies, C. andreana y en particular sus frutos contienen las cantidades más altas de cucurbitacinas y resultaron ser uno de los mejores atractores de Diabrotica (Metcalf et al. 1982).
Contardi (1939) propuso la utilización de los zapallitos de sabor amargo como atractor en trampas contra ese insecto. Las trampas que se han hecho utilizaron como cebo la esencia floral de C. maxima simplificada y metoxilada, o harina de raíz de la silvestre y xerofítica Cucurbita foetidissima, se usan hoy en día y se informó que son efectivas en disminuir el tamaño poblacional de estos insectos, si bien, como en los experimentos con zapallitos amargos cortados, el 99% de los insectos atraídos son machos.

### Otros usos
Millán (1945) identifica como andreana los que Pérez Castellano (quien escribió alrededor de 1780, publicado en 1914 citado textualmente) menciona que se usan como "calabazos" o "porongos", es decir como vasijas y recipientes para líquidos, y propone sembrarlos en su finca en Uruguay para ese fin. Millán menciona que si bien pareciera que se refiere a Lagenaria siceraria, en otro capítulo lo vuelve a mencionar y es indudablemente andreana. Queda abierta la duda de que Pérez Castellano se hubiera referido a las dos especies en el mismo texto, pensando que eran una única población. Cowan (1997 citado en Lema 2011) agrega que al menos las cáscaras de Cucurbita pepo son pequeñas y frágiles (se entiende que en comparación a otras como Lagenaria con la que Cucurbita siempre convive), y no han sido encontradas usadas como contenedores en sitios arqueológicos.
En el sitio arqueológico de Pampa Grande, fechado en unos 300 años después de Cristo, se ha encontrado que se le daban usos a estos frutos y a morfologías intermedias entre ellos y las variedades cultivadas (Lema 2011).

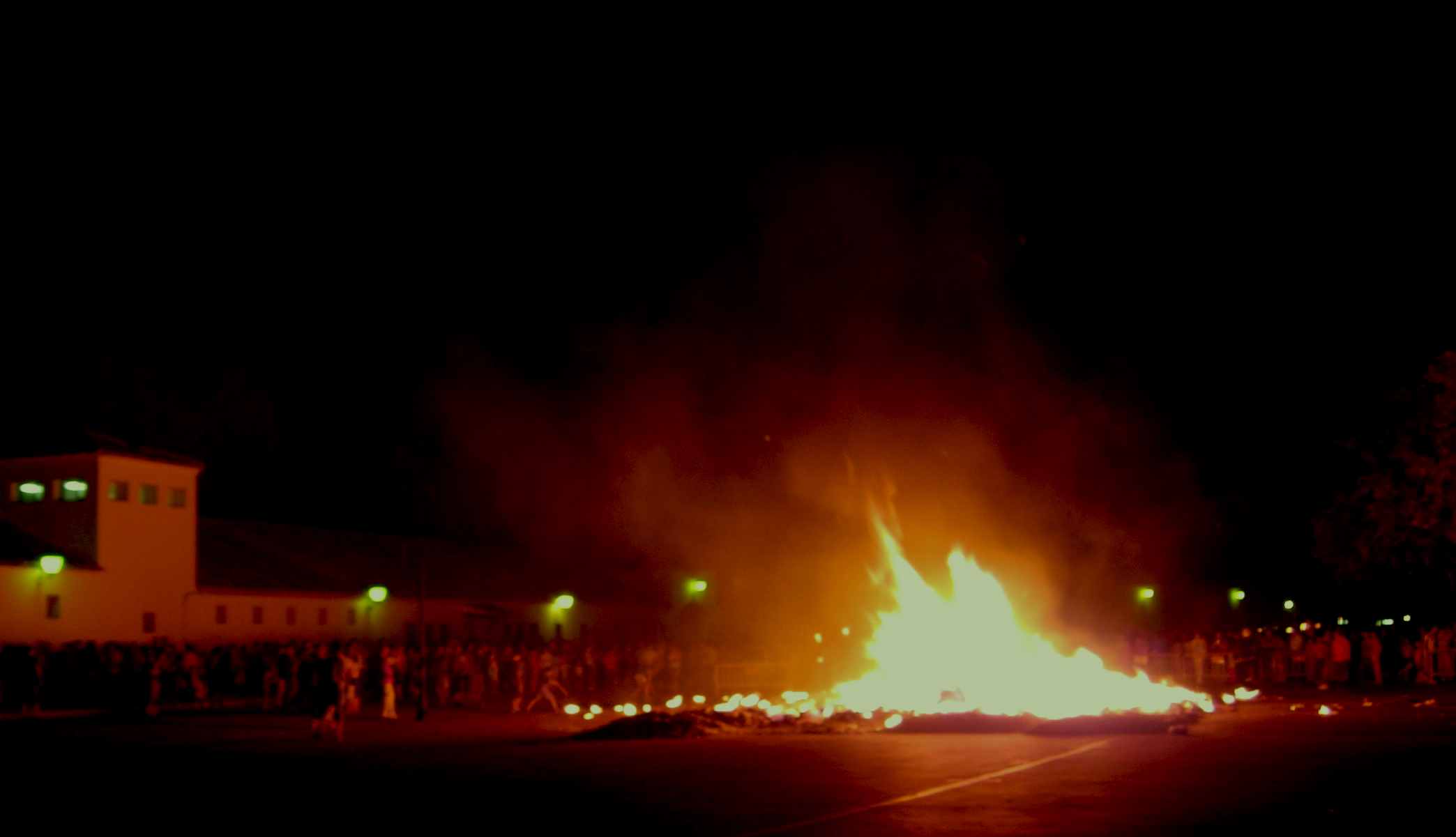
Un fogón de San Juan.

En algunas regiones son tradicionales los fogones de San Juan (23 de junio) y de San Pedro (28 de junio), que deben ser muy ruidosos En San Luis, desde unos días antes comienza la recolección de ramas y yuyos secos, y junto con ellos la recolección de frutos de C. andreana ("cháncaras") que al preparar el fogón se colocan de forma que cuando les alcance el fuego revienten con un estruendo como si fueran cohetes.
Recientemente TC Andres y otros colaboradores publicaron en la web que lo han encontrado en Perú donde los indígenas nativos Ashaninkas los usan para armar pequeñas artesanías que le venden a los turistas. Lo llaman "huevo de pato", "zapallo pouaiquito", "ishicopé", "ishcopiqui".

## Historia nomenclatural
Este concepto taxonómico (para el que se ajusta la circunscripción a medida que se agrega información), o estos conceptos taxonómicos sinónimos (a los que corresponde la misma circunscripción) fue presentado como:
- Cucurbita andreana Naudin, Rev. Hort. 68: 542. 1896. "Tipo": Cultivado en Francia a partir de semillas colectadas en Uruguay por E. André y enviadas a Ch.Naudin. (fide Bailey, 1948([8]:71)). Bajo el concepto taxonómico de unas poblaciones silvestres en Uruguay.
- Cucurbita maxima convar. parvifructina Grebenscikov, Kulturpflanze 6: 53, Fig. 14. 1958. Nomen nudum.([8]:71)
- Cucurbita maxima ssp. andreana (Naudin) Filov, Fl. Cult. Pl. 21: 177. 1982. ([8]:71) Bajo el concepto taxonómico de una subespecie "silvestre" diferenciada de la subespecie "cultivada", dentro de la especie biológica (comundad reproductiva) Cucurbita maxima.

## Historia taxonómica
Las fuentes taxonómicas primarias constan de los artículos de la primera descripción, las floras que la describen, y las monografías taxonómicas y revisiones taxonómicas. Otras publicaciones son fuentes secundarias, que copian la información de la taxonomía primaria, o la "agregan", a veces resumiéndola según los intereses del lector. Algunos datos están desperdigados en otras publicaciones de la literatura primaria que no forman parte de estas dos categorías de Taxonomía, pero agregan información a la circunscripción del grupo. Al no haber un registro central de publicaciones en taxonomía, y al no estar clasificadas y al no ser fácilmente accesibles muchas de ellas, algunas publicaciones son difíciles de clasificar en alguna de estas categorías.
Contardi (1939) y Millán (1945) nos describen su historia taxonómica hasta 1945:
- Sacc (1881[144]) la describe sin nombrarla formalmente, mencionando entre las cucurbitáceas: "en el campo existe una especie de curga salvaje y vivaz" (citado por Contardi 1939[21] quien calcula que se refería a andreana)
- Lemée (1887[cita 39] citado en Millán 1945[1]) recomienda eliminarlo debido a que poliniza al zapallo criollo.
- Naudin (1896[145]) describe las plantas que cultivó en Francia a partir de semillas enviadas por E. André de una población silvestre del Uruguay,[146] y las ubica en el rango de especie, como Cucurbita andreana. Las creía afines a C. moschata, en los cruzamientos con esta última logró dos futos. La descripción contenía algunos estados de caracteres que luego no se volverían a colectar por Millán (1945[cita 29]) y que serían considerados errores por él.
- Bailey (1900[147]), en su Cyclopedia of American Horticulture(1):410 -como citado en las referencias- o quizás en su Standard Cyclopedia of Horticulture[66] -como citado en el texto-, dice que C. moschata es afín a C. andreana (comentado en Contardi 1939[21]).
- Es llamada Cucurbita andreana en el Flora Uruguaya de Arechavaleta,[148] publicada sin año de edición, que la describe como "semillas numerosas encajadas en pulpa carnosa sumamente amarga" (citado por Contardi 1939[21]).
- Parodi en 1926[149] cita C. andreana y dice: "se me asegura que antes de los años 1890 y 1900 era sumamente común en la tierra removida de las vizcacheras"  (citado por Contardi 1939[21]).
- Zhiteneva (1929-1930[28]) citada en Millán (1945[1]) presupone la existencia de una variedad silvestre de Cucurbita maxima.
- Parodi en 1930,[150] hace una breve descripción (citado por Contardi 1939[21]).
- Parodi en 1935[27] (citado por Contardi 1939[cita 28] y por Millán 1945[cita 24]) la describe, muestra una figura, da su distribución geográfica dentro de la Argentina, y señala su afinidad morfológica con Cucurbita maxima, colocándola dentro del sistema de Cucurbita maxima creado por Zhiteneva (1929-1930[28]) en el lugar que la autora rusa había reservado para la forma silvestre (agrestis), cuya existencia presumía.[cita 6]
- Vavilov (1935[76]) citado en Millán (1945[1]) la menciona al menos indirectamente, al calcular el origen de domesticación de Cucurbita maxima.
- Contardi (1939[21]), quien asegura "hasta la fecha se ignoraba la afinidad genética que pudiera tener con las demás especies", mediante cruzamientos confirmó la completa compatibilidad con las poblaciones cultivadas de C. maxima y la incompatibilidad con C. pepo y C. ficifolia,,[cita 28] y también con C. moschata según las cruzas que había empezado y que termina de contar en Millán (1945[1]).[nota 17] Las cruzas con C. ficifolia dieron fruto pero con semillas sin embrión. De sus cruzas concluye que el amargor depende de un solo factor dominante al que llama Am (por amargo). También hace notar la atracción por los frutos de la "vaquita de San Antonio" Diabrotica speciosa en la región de Buenos Aires, Argentina. Publica una foto con los zapallitos de C. andreana cortados al medio.
- Bailey (1943[78]) en su Gentes Herbarum VI(V):267-322 describe las especies silvestres de Cucurbita. La especie C. andreana no está incluida. Solo comenta en p.270 "Todo a lo largo de los trópicos veo Cucurbita moschata cultivadas y las he colectado fuera de las áreas cultivadas pero aparentemente como escapes o plantas fugitivas. Aun así uno encuentra partes de especímenes de esta especie en los herbarios etiquetadas como si fueran verdaderamente silvestres, muchas veces bajo determinaciones erróneas. Similarmente pero menos frecuentemente se ven especímenes de C. maxima etiquetadas y localizadas como si fueran plantas silvestres y nativas. Quizás ahora que hay suficiente cantidad de especímenes en los herbarios se podrían determinar cuestiones de orígenes si las etiquetas fueran explícitas y se hubieran tomado registros apropiados." Citado por Whitaker y Carter (1946[151]).
- Millán (1945[1]) en nuevas colectas hace una descripción morfológica y corrige algunas referencias morfológicas de Naudin, como las semillas de color negro, que no se han vuelto a colectar.[cita 29] Publica fotos de frutos de C. andreana y de frutos de la población aparentemente híbrida de Jesús María, Córdoba.

Hasta 1968 se la menciona o describe en algunos trabajos, algunos de ellos listados en Millán (1968):
- Carter (1945[152]) Plant Geogr: 29 (listado en Millán 1968[54])
- Whitaker y Carter (1946[151]), el taxón sin ser mencionado en el texto, aparece en un gráfico de linajes de cucurbitas domesticadas como el probable ancestro de C. maxima, como base del gráfico cita a Bailey (1943[78]), Bukasov (1930[153]) y Zhiteneva (1930[28]). (listado en Millán 1968[54])
- Bailey (1948[154]) Gentes Herbarum 7(5): 454-456, figs. 211-219.
- Whitaker (1951[68]) repite las cruzas entre C. maxima y C. andreana y algunas de las cruzas con otras especies que ya había hecho Contardi (1939[21]) a quien cita. Realiza 27 intentos de polinizaciones en total. Según la introducción, lo hace para testear la hipótesis de que C. andreana fuera la especie ancestral de C. maxima, hipótesis para la que cita a Parodi (1935[27]), Millán (1945[1]) y Whitaker y Carter (1946[151]). Concluye "el presente trabajo confirma en su mayor parte los descubrimientos de los investigadores latinoamericanos, y presenta una información más detallada de la apariencia de estas plantas, y la genética de las cruzas. Como las plantas son grandes y se necesita considerable espacio para acumular los datos numéricos requeridos para ser significativos en experimentos genéticos, el informe presente está confinado a la descripción de las diferencias principales entre las especies, los caracteres estudiados, las relaciones de dominancia, y finalmente una estimación de las probables relaciones entre las dos especies. Un informe sobre la genética de muchos caracteres bajo investigación está reservada para un paper posterior". Para una "buena descripción" de C. andreana cita a Bailey (1948[154]) (listado en Millán 1968[54])
- Whitaker (1954[67]) repite las cruzas entre C. andreana y C. ficifolia y describe minuciosamente los híbridos estériles obtenidos.[nota 18] Como autor de la hipótesis de C. andreana como ancestro silvestre de C. maxima cita a Whitaker (1951[68]).
- Martínez-Crovetto (1954) (como citado en Lira Saade 1995[8], sin la cita en las referencias).
- Grebenscikov (1958). Nombrada como Cucurbita maxima convar. parvifructina Grebenscikov, Kulturpflanze 6: 53, Fig. 14. 1958. Nomen nudum. (como listado en Lira Saade 1995[8]:71).

- Rehm (1960) midió contenidos de cucurbitacinas en C. andreana y encontró cucurbitacinas B y cucurbitacinas D en una relación 88% B:12% D en la especie, 0,06% de cucurbitacina B en las raíces, 30% B: 70%D en las hojas (como citado en Metcalf et al. 1982).

- Whitaker y Davis (1962[31]) en su muy citado libro The cucurbits describen brevemente a C. andreana en las p. 11-12, el único paper citado es Whitaker (1951[68]) al mencionar que es interfértil con C. maxima. Comentan que con la información disponible no se puede determinar si es ancestral o un escape de la especie cultivada, y que creen que sus caracteres "asilvestrados" y su tendencia a colonizar sitios disturbados favorecen la última hipótesis.
- Whitaker y Bemis (1964[157]) hipotetizan que C. andreana es un escape de C. maxima, "aunque lo contrario también podría ser cierto". Hacen referencia a C. andreana cruzándose libremente con C. maxima citando como autores a "Whitaker 1951[68] y datos no publicados", además menciona su pertenencia al complejo C. maxima y su distribución en Bolivia y Argentina, citando a "Bailey 1948[154] y otros" (los "otros" nunca listados, en las referencias no referencia a Bailey 1948[154] sino a Bailey 1943[78]). Menciona que no cuajó fruto al ser cruzada con C. cylindrata.[cita 31] Diagramaron las cruzas entre especies de Cucurbita y ubicaron a C. maxima y C. andreana como sinónimas, y por primera vez dividen al género en dos grandes grupos, "(1) un grupo xerofítico consistente en especies perennes que se encuentran al norte de la ciudad de México y están adaptadas a ambientes áridos o semiáridos y que son tipos derivados, y (2) un grupo mesofítico compuesto por especies anuales y perennes que se encuentran en la región tropical o semitropical, principalmente al sur de la ciudad de México adentrándose al norte de América Central y a lo largo de las regiones costeras de México llegando a su límite norte en el estado de Sinaloa on el Pacífico y el estado de Tamaulipas en el Golfo de México", como citado por Hurd et al. (1971[75]) bajo el error ortográfico en la fecha: Whitaker y Bemis (1965[158]).
- Whitaker y Bemis (1965[158]) citado por Hurd et al. (1971[75]) es un error de ortografía en la fecha, ya que la ubicación del paper es exactamente la de Whitaker y Bemis (1964[157]) descripto arriba.
- Martínez-Crovetto (1965) (como citado en Lira Saade 1995[8], sin la cita en las referencias).
- Parodi (1966[cita 56]) menciona la hipótesis de Whitaker y Bemis y redondea los argumentos a favor de que C. andreana no es un escape sino un antecesor de C. maxima.[cita 56]
- Hurd y Linsley (1967[160]) hacen una revisión taxonómica de la parte sudamericana de la distribución del género de abejas Peponapis, especialista en Cucurbita, y considera que la distribución en especies de estas abejas, al ser anterior a la llegada del hombre a América y subsiguiente domesticación de Cucurbita, favorece la hipótesis de que las especies silvestres como C. andreana son ancestros y no derivados de las cultivadas. La especie asociada a la distribución de C. andreana, Peponapis fervens, probablemente se dispersó a su actual rango geográfico a través de los corredores de polen que se establecieron con la domesticación de C. maxima. A Peponapis fervens se le agrega como sinónimo la anteriormente descripta como Melissodes catamarcensis Bertoni y Schrottky.
- Millán (1968[54]) describe pruebas de detoxificación culinarias (fallidas) y agrega a la descripción que la población de Pergamino (pcia. de Bs. As.) posee frutos no amargos y comestibles.[cita 57][cita 43]

Luego de 1968:
- Rhodes et al. (1968) prueban varios métodos numéricos para realizar fenogramas utilizando como modelo 21 especies del género Cucurbita (como citado en Bemis et al. 1970), y concluyen que C. maxima y C. andreana forman un grupo diferenciado (citado en Bemis et al. 1970). Se considera el estudio preliminar de Bemis et al. (1970) por el último.

- Cárdenas (1969[10]) informa haberla hallado en Depto Bemi, norte de Bolivia, a lo que Nee (1990[cita 1]) informaría como improbable por lo lejano del accesion y lo diferente de las condiciones ecológicas en que fue encontrado.
- Bemis et al. (1970[162]) en un fenograma numérico con el método decidido en Rhodes et al. (1968[161]), "informaron la relación más cercana (que entre especies) entre Cucurbita maxima y Cucurbita andreana, empleando datos biológicos, geográficos y ecológicos", según lo cita JB Loy en Wang et al. 2011[32] pero ellos mismos en la discusión: "El grupo V, el "grupo Maxima", contiene también a C. andreana. Cucurbita andreana se ubica en este grupo debido a su compatibilidad genética con C. maxima más que su similitud fenética.", el fenograma es mostrado también en la figura 2 de Whitaker y Bemis (1975[163]).

- Hurd y Linsley (1970) hacen una clasificación de las abejas Xenoglossa y Peponapis, especialistas en Cucurbita (incluida C. andreana), trabajo que será citado como base de Hurd et al. (1971).

- Hurd et al. (1971[75]) "agrupa a las especies de Cucurbita basado en estudios de relaciones con las abejas de los géneros Peponapis y Xenoglossa" (palabras de Whitaker y Bemis 1975[163]), como resultado C. maxima cultivada, C. andreana y C. ecuadorensis entran en lo que llama el "grupo Maxima" (citado en Whitaker y Bemis 1975,[163] tabla 1). En la figura 2 muestra un gráfico de cruzamientos entre especies de Cucurbita en el que C. andreana se ubica en relación con las demás especies en el mismo lugar que C. maxima, en el texto cita para esa figura a Whitaker y Bemis (1965[158]).
- Martínez-Crovetto (1974). En 1974 sale el tomo IV de Flora Ilustrada de la provincia de Entre Ríos que tiene a A. Burkart como editor, donde es descripta por Martínez-Crovetto[30] (citada en Ashworth 1997[20], Lira Saade 1995[8]).
- Whitaker y Bemis (1975[163]) citan a C. andreana en las figuras 1 y 2 como parte de los trabajos citados de Hurd et al. 1971 y de Bemis et al. (1970[162]) respectivamente.[nota 21]
- Hunziker y Subils (1975[11]) agregan una nueva línea de evidencia filogenética al estudiar los nectarios extraflorales de Cucurbita maxima y C. andreana. Concluyen que son lo suficientemente diferentes en ese carácter como para ser consideradas especies diferentes. (como citado en Ashworth 1997[20]).

- Howe et al.(1976) "Compararon la atracción hacia Diabrotica virgifera de frutos cortados de 4 especies de Cucurbita y encontraron un promedio de 13,3 y 14,0 vaquitas alimentándose de los frutos amargos de C. andreana y de C. texana en comparación con los 0,3 y 0,5 encontrados en los dulces C. maxima y C. pepo". (como citado en Metcalf et al. 1982). Muestra "evidencia de que las hojas coriáceas de C. foetidissima, una especie semi-xerofítica, son menos palatables que las hojas jugosas de especies semitropicales como C. andreana y C. okeechobeensis" (como citado en Metcalf et al. 1982).

- Filov en 1982[nota 22] la nombra formalmente por primera vez en el rango de subespecie, quedando el nombre como: Cucurbita maxima Duchesne subsp. andreana (Naudin) Filov, según las reglas para nombrar taxones del Código de Botánica (el autor de Cucurbita maxima es Duchesne, el de Cucurbita andreana es Naudin, y el de la nueva combinación es Filov).

- Metcalf et al. (1982) encontraron que "las calabacitas de esta cucurbitácea son excelentes fuentes de cucurbitacinas B y D" (como citado en Tallamy et al. 2002). "18 especies de Cucurbita fueron examinadas cualitativamente para hallar su espectro de cucurbitacinas presente, y cuantitativamente para medir su concentración en hojas, frutos y raíces por medio de cromatografía de capa delgada (thin-layer chromatography), espectrometría de masas, y espectrometría de absorción ultravioleta (ultraviolet absorption spectrometry). Las hojas estrujadas y los frutos en tajadas de varias especies fueron expuestos a grandes poblaciones de la southern cornrootworm, Diabrotica undecimpunctata howardi Barber y de la western cornrootworm, D. virgifera LeConte. Se encontró una fuerte correlación entre el contenido total de cucurbitacinas y el tamaño del agregado de insectos y la cantidad de materia forrajeada por parte de los dos taxones." (..) "4 grupos principales de Cucurbita se formaron sobre la base de la naturaleza de sus cucurbitacinas. El grupo I incluyó especies silvestres y amargas con relativamente grandes cantidades de cucurbitacinas B y D y cantidades no detectables de cucurbitacinas E e I: C. andreana, C. ecuadorensis, C. gracilior, C. lundelliana, C. palmeri, C. sororia, y C. pedatifolia. El grupo II incluye especies silvestres y amargas con relativamente grandes cantidades de cucurbitacinas E e I: C. cylindrata, C. foetidissima, C. martinezzi, C. okeechobeensis, y C. palmata. El grupo III, C. texana contenía casi todas las cucurbitacinas como un E-glucósido (cucurbitacin-E-glycoside). El grupo IV incluyó a C. ficifolia, C. maxima, C. mixta, C. moschata y C. pepo -las especies domesticables y no amargas en las que las cucurbitacinas no fueron detectadas por medio de ensayos químicos ni por medio de ensayos biológicos-." [...] "C. andreana fue investigada intensivamente como la especie más atractiva del grupo I." (Siguen los resultados de las cromatografías.) [...] "Los frutos de C. andreana contenían las mayores cantidades de cucurbitacinas, 0,3% del peso fresco en cucurbitacinas B y D (Tabla 1). Estas dos cucurbitacinas formaron al menos el 95% del total de contenido de cucurbitacinas en un radio 87% B:13% D, en acordancia con Rehm (1960), quien encontró 88% B:12% D en esta especie. Encontramos 0,058% de cucurbitacina B en las raíces; Rehm (1960) encontró 0,06%. En las hojas encontramos un 50% B: 50% D, Rehm (1960) registró 30% B: 70%D."
- Ockenden y Lott (1988a), caracteres de la semilla y la germinación
- Ockenden y Lott (1988b), caracteres de la semilla y la germinación
- Carreras et al. (1989) agregan una nueva línea de evidencia filogenética, al estudiar "las afinidades quimiotaxonómicas de algunas especies de Cucurbita a partir de la composición lipídica de las semillas" (como citado por Ashworth 1997).

- Brücher (1989[89]) la menciona como el ancestro de Cucurbita maxima en la p. 264, muestra una foto, cita a Millán (1968[54]) y comenta las ocurrencias que él tiene observadas. (citado en Lira Saade 1995[8] y Lema 2011[33]).
- Andres (1990[173]) en su descripción de Cucurbita ficifolia menciona que el color externo y forma del fruto de C. ficifolia es similar a algunas razas de C. maxima sin mencionar cuáles -se infiere C. andreana?-; el comentario explícito que hace de C. andreana es que es con bastante seguridad el progenitor silvestre de C. maxima (citando a Millán 1945[1]), y que supone que como con las demás especies, es poco probable que sea el progenitor de C. ficifolia.[cita 58]
- Nee (1990[70]) "La domesticación de Cucurbita". Con base en el concepto de especie como grupos de hibridación, arma una tabla donde solo se cuentan 13 especies del género, C. andreana anidada en C. maxima. A su vez se encuentran en el grupo dentro del género llamado "Mesophytic annuals (or short-lived perennials), without storage roots", la división en dos grupos citando a Whitaker y Bemis 1975.[163][cita 59] Cita como los últimos resúmenes en domesticación los de Whitaker (1980[174]) -(o quiso decir Whitaker 1981?[175])- y Whitaker y Bemis (1975[163]), aclarando que él difiere de éstos en que cada domesticado parece haberse originado de una especie silvestre diferente (o dos cercanamente relacionadas) y estos progenitores son aún vivientes, hibridando aún con los domesticados, que el centro de diversidad de cada domesticado debe estar dentro del rango del progenitor silvestre, y que el registro arqueológico deberá ser más numeroso en el área de domesticación y progresivamente más reciente fuera de ella; en relación con el par C. andreana / C. maxima cita a Millán (1945[1]) como el autor de "una sólida evidencia" en ese sentido.

Luego del muy citado Nee (1990):
- Puchalski y Robinson (1990[176]) en su análisis electroforético de isozinas de Cucurbita recupera su relación con Cucurbita maxima cultivadas. (como citado en Lira Saade 1995[8]).
- Wilson et al. (1992[58]) "obtuvo una relación entre C. maxima y C. andreana  más cercana que entre especies, empleando datos de ADN del cloroplasto. (citado por JB Loy en Wang et al. 2011[32], Lira Saade 1995[8]). También hipotetiza que las dos poblaciones descienden de un ancestro extinto (citado en Lema 2011[33]). "Se pregunta por la relación de C. andreana con C. ecuadorensis (citado en Sanjur et al. 2002[13]).

- Skilnyk y Lott (1992), caracteres de la semilla y la germinación
- Halaweish y Tallamy (1993) encontraron que "las calabacitas de esta cucurbitácea son excelentes fuentes de cucurbitacinas B y D" (como citado en Tallamy et al. 2002).
- Lott et al. (1994), caracteres de la semilla y la germinación

- Merrick (1995[178]) aparentemente la describe en un review de Cucurbita (citado en Zheng et al. 2013[179]).
- Lira Saade (1995[8]) la describe en su monografía de cucurbitáceas latinoamericanas de importancia económica, en el capítulo 1, Cucurbita, en colaboración con TC Andres y M Nee. Luego de un review del género la describe en las p. 71-72, las fotos en las figuras de las p. 239, 245, ilustración en p. 246, distribución en p.248 (considera dudosa la colecta de Cárdenas en Bolivia y la descarta de la distribución). Las descripciones están en castellano, pero no hay glosario.
- Porazinska y Coleman (1995[180]) no encontraron diferencias significativas en la comunidad de nematodos creciendo bajo la influencia de C. andreana en comparación a C. maxima cultivadas (no amargas).

- Beecroft y Lott (1996), caracteres de la semilla y la germinación

- Rodríguez et al. (1997[181]) la incluye en una monografía de reconocimiento de plántulas y semillas de malezas argentinas. Comenta que "es usualmente encontrada en campos de cultivo abandonados o creciendo en campos cultivados entremezclada con el maíz (Zea mays) o la soja (Glycine max)" (como citado en Ashworth y Galetto 2002[19]).

- Ashworth (1997) en su tesina describe la morfología y micromorfología de las flores, la composición del néctar y su variación a lo largo de la mañana, los visitantes florales observados a campo (polinizadores y herbívoros de partes aéreas), y pruebas de polinización cruzada, autopolinización, anemofilia y apomixis, de dos poblaciones en Córdoba y San Luis; y la descripción del crecimiento del tubo polínico en la población de San Luis.

- Pozner (1998[29]) Descripción en una flora argentina.

- Ashworth y Galetto (1999).
- Ashworth y Galetto (2001).
- Ashworth y Galetto (2002).

- Piperno et al. (2002[56]) agrega la descripción de los fitolitos presentes en la corteza y que resultaron diagnósticos.

- Tallamy et al. (2002) citado en Tallamy et al. 2005, comprobaron que en el norte de América los frutos de C. andreana atraen a la "vaquita de San Antonio" western corn rootworm, Diabrotica virgifera virgifera,y que el 99% de las vaquitas atraídas fueron machos.

- Sanjur et al. (2002[13]). Según las conclusiones, el gen mitocondrial nad1 que se usó proveyó "la filogenia más clara y la más detallada del género Cucurbita hasta la fecha", con respecto a esta especie, p. 538: "C. maxima (cultivadas) y C. andreana compartieron los mismos haplotipos, esto es, no encontramos diferencias en las secuencias de ADN de estas dos especies, lo que apoyaría su ubicación sobre la base de información ecológica y morfológica como par de especies silvestre/domesticado", las muestras incluían muestras de C. andreana de tierras bajas de Bolivia central recientemente descriptas por Michael Nee y que se muestran en la figura 1B. Como sustentador de este par de especies como par silvestre/domesticado cita a Nee (1990[70]), para la hipótesis de que C. maxima se cultivaba en la costa peruana en el 4000 AC y no dejó el continente en la era precolombina cita a Sauer (1950[182]) y Sauer (1993[183]). Informa que el haplotipo de C. andreana resultó también ancestral al de C. ecuadorensis, que en el cladograma ubicó como hermano a [C. andreana + C. maxima][cita 60]
- Jayaprakasam et al. (2003[94])
- Teppner (2004[184]) en su clasificación del género la describe en la p. 265, como una subespecie de C. maxima. Agrega detalles que él ha tomado? de las semillas. Publica dos fotos en la p. 267, una del hábito y la otra de un corte al microscopio del borde de la semilla.
- Valega Rosas y Andres (2004[7]) describe ocurrencias en Perú.
- Andres y Nee (2005[9]) la enccuentran en Bolivia.
- Tallamy et al. (2005[48])
- Paris y Brown (2005[185]), review de la lista de genes en Cucurbita.
- López Anido y Vesprini (2007[14])
- López Anido et al. (2007 o 2011[84])
- López Anido (2007 o 2013[45])
- Lema et al. (2008[57])
- Paris y Kabelka (2009[60]), review de la lista de genes en Cucurbita.
- Esteras et al. (2009[15]) utilizando AFLPs, encontró que los accesions de la ssp. andreana se separaban claramente de los de la ssp. maxima, y que algunos genotipos (de ssp. maxima) de Argentina eran intermedios entre la ssp. andreana y el resto de los accesions tomados en: Bolivia, Ecuador, Paraguay, Perú y Argentina, "lo que apoyaría la hipótesis de Argentina como el centro de origen de la subespecie cultivada". Se confirmó una alta diversidad genética (de AFLPs) en Argentina y curiosamente también en Ecuador, indicando la necesidad de intensificar la colecta de germoplasma en esa área. En cambio en Bolivia se ha encontrado poca variabilidad, "lo que puede haberse debido a un proceso de erosión genética".[cita 34]  (citada por JB Loy 2011[32]).

- Giannini et al. (2009) modeló la distribución potencial de C. andreana y calcula que debe estar presente también en el norte de Argentina, Paraguay y Brasil. Informó una comunicación personal de Nee en el 2009 en que encontró a C. andreana en Bolivia pero solo en los puntos indicados en su gráfico (ver figura). Parece confirmar su relación con la abeja Peponapis fervens.

- Lema (2009[34])
- Lema (2011[33])
- López Anido et al. (2011 o 2007[84])
- Wang et al. (eds. 2011[32]) Fue nombrada en Genetics, Genomics and Breeding of Cucurbits (eds. Wang, Behera, Kole 2011[32]).

- Azimova y Glushenkova (2012), caracteres de la semilla y la germinación

- Zheng et al. (2013[179]) en su filogenia de 4 loci cloroplastídicos (rbcL, matK, trnL-F, rpl20-rps12) de Cucurbita confirman su ubicación. "Dentro del clado B, nuestros resultados (Fig. 2) son consistentes con la mirada (view) largamente sostenida (Nee, 1990[70]; Wilson et al., 1992[58]; Merrick, 1995[178]; Sanjur et al., 2002[13]) de que C. maxima subsp. andreana (Naudin) Filov es el relativo más próximo de la cultivada C. maxima subsp. maxima Duchesne (representado por una extraordinaria diversidad de zapallos, incluyendo buttercup, banana, Lakota, y Hubbard, como los "pumpkin" tipo Jarrahdale). Cucurbita maxima subsp. maxima estuvo confinada al norte de Sudamérica hasta 1492, en donde co-ocurre con la silvestre C. maxima subsp. andreana. Los dos taxones son completamente compatibles en las cruzas e hibridan espontáneamente en las áreas de co-ocurrencia (Merrick, 1995[178])."
- Gong et al. (2013[186]) en su filogenia utilizando polimorfismos SSR (simple sequence repeat polymorphisms) de las Cucurbita mesofíticas recuperó su anidamiento en C. maxima. "Las 3 accesions de subsp. andreana, el ancestro silvestre (Whitaker 1951[68], Nee 1990[70]), formaron un sub-cluster separado y muy alejado de los 15 accesions de la cultivada subsp. maxima (Fig. 2). Las accesions C. maxima subsp. andreana no mostraron especial afinidad a C. ecuadorensis."
- Lizarazu y Pozner (2014[187]) estudiaron la anatomía del pico nucelar y crecimiento del tubo floral en Cucurbitaceae. Hay fotos y diagramas de la nucela de C. maxima subsp. andreana.

## Otros nombres
Puede encontrarse como:
- "Zapallito amargo" en La Pampa[cita 2], en publicaciones (Millán 1945,[1] Millán 1968[54]), Bertolio et al. (2010[59])
- "Zapallo amargo" en Buenos Aires y Santa Fe (Parodi 1935[cita 6] citado en Ashworth y Galetto 1999[18]), en publicaciones (Millán 1968,[54] Ashworth 1997[20]).
  - "Zapallo amargo" es como llaman en Córdoba a la que según Contardi 1939[21] en sus estudios genéticos es una población híbrida con zapallos cultivados probablemente de la variedad Zapallito, la llama "Zapallo amargo de Córdoba", la que después Millán (1945[1]) reconoce como la misma, la describe, fotografía, y la llama la población de Cucurbita andreana x Cucurbita maxima localizada en Jesús María, Córdoba.
- "Zapallitos salvajes" (Millán 1968[54])
- "Zapallo chirigua" (Millán 1945[1] citando a Lemée 1887[81]).
- "Zapallo de vizcachera" (Millán 1945[1] citando a Saubidet 1943[188]).
- "Cháncara" en San Luis y Córdoba (Parodi 1935[cita 6] citado en Millán 1945[1] y en Ashworth y Galetto 1999.[18] También en escritos referentes del folklore de San Luis: Podetti 1925,[cita 53] Ochoa de Masramón 1996[cita 54]).
- "Yeruá" en Entre Ríos y Uruguay (Parodi 1935[cita 6] citado en Ashworth y Galetto 1999[18]). Según Villanueva, el guaraní yeruá o yerguá refiere a las variedades de fruto grande de Lagenaria siceraria.[cita 62]
- "Vüre dapallu" voz ranquel en La Pampa.[cita 2]
- "Huevo de pato", "zapallo pouaiquito", "ishicopé", "ishcopiqui", en Perú por los indígenas.[7]
- "Calabazo" como palabra general que designa a una planta que da calabazas para usos no alimenticios (Millán 1945[1] citando a Pérez Castellano alrededor de 1780, publicado en 1914[88]), en Pérez Castellano[88] aplicada al caso particular de Cucurbita andreana según la determinación de Millán (1945[1]).[cita 42], queda abierta la posibilidad de que Pérez Castellano se hubiera referido a las dos poblaciones, la de andreana y la de calabazos de Lagenaria siceraria, que convivían en la región, pensando que referían a una única población.
- "Porongo" como sinónimo local de "calabazo" (Millán 1945[1] citando a Pérez Castellano quien dejara sus escritos alrededor de 1780 publicados en 1914[88]), en Pérez Castellano[88] aplicada al caso particular de Cucurbita andreana según la determinación de Millán (1945[1]). Millán (1945[1]) aclara que "porongo" se utiliza más para el fruto o la planta de Lagenaria siceraria "o ciertas formas de los frutos" dentro de ella, probablemente aludiendo a la variedad conocida y cultivada localmente.[cita 42] Queda abierta la posibilidad de que Pérez Castellano se hubiera referido a las dos poblaciones, la de andreana y la de calabazos de Lagenaria siceraria, que convivían en la región, pensando que referían a una única población.

## Citas
1. 1 2 3  Nee (1990[70]) p. 63. "Wild Cucurbita plants at Trinidad, Depto. Beni (north Bolivia), identified by Cárdenas (1969[10]) as C. andreana, almost certainly cannot be that species whose natural range is so much farther to the south in a very different ecological zone" (la localidad del hallazgo está ubicada en un mapa en la p. 60).
2. 1 2 3  Steibel (1997[17]): "Los indios ranqueles, grupo étnico de cazadores ecuestres y pastores que practicaron simultáneamente la recolección y la agricultura, ocuparon hasta 1879 la actual provincia de La Pampa y regiones adyacentes de Córdoba y San Luis. En la actualidad, pequeños grupos de pobladores rurales del oeste de esta provincia son descendientes de aquellos y conservan conocimientos de las prácticas y costumbres de sus antepasados (...)" "Nombre: vüre dapallu (chedungun, es decir voz ranquel). zapallito amargo (castellano). Cucurbita andreana (nombre científico). "Crece espontáneamente y da frutos no comestibles, amargos. En chedungun, vüre significa amargo, sin embargo es común pronunciarlo vre o fre. Martínez-Crovetto recogió wada para ésta, nombre de la "calabaza" (Lagenaria siceraria), según los informantes pampeanos. Material estudiado: Dpto. Utracán, Laguna Chillhué, 13-III-1982, H. Troiani y P. Steibel 6750."
3. 1 2  En un relevamiento de malezas en cultivos de girasol en el NO de La Pampa (Belmonte et al.[82]), se ha listado a Cucurbita andreana sólo en la región IIA salvo centro oeste ("zonas y subzonas agroecológicas del RIAP en La Pampa", figura 1, salvo el centro-oeste que está dominado por caldén y no muestreado por considerarlo exclusivamente ganadero), es decir sólo en esa región se consideró "que alcanzaba nivel de intensidad que generara competencia con el cultivo".
4. 1 2  Contardi (1939[21]): "El ingeniero agrónomo A. Burkart coleccionó algunos ejemplares de esta especie procedentes de la localidad de Tapiales (provincia de Buenos Aires) en donde, según él, "abundaban mucho en campo bajo cultivado con maíz, estando el rastrojo lleno de zapallitos maduros".
5. 1 2  Contardi (1939[21]): "La zona donde se encuentran estas cucurbitáceas en la República Argentina corresponde, según datos obtenidos hasta la fecha, a las formaciones fitogeográficas denominadas pradera pampeana y parte media y sur del parque mesopotámico, como las define Parodi (1934[22]). Además debo hacer constar que existen otras regiones que no se encuentran dentro de los límites de las formaciones fitogeográficas anteriormente citadas, pero hay que considerar que C. andreana "no tiene un "hábitat" de planta salvaje; más bien parece una planta doméstica o lo más adventicia, pues crece en suelos modificados, maizales, antiguas taperas, viejos corrales, vizcacheras, etc." (Parodi 1935[27]), por lo cual se explican estas pequeñas regiones donde pueden crecer, quizá debido a microclimas o a condiciones favorables causadas por el hombre, tales como los riegos, tan comunes en las zonas hortícolas lindantes con los centros urbanos".
6. 1 2 3 4 5 6  Parodi (1935[27]): "En apoyo del origen sudamericano de esta especie (Cucurbita maxima), es interesante considerar la existencia, al estado salvaje, en el Uruguay y una gran parte del territorio argentino (Entre Ríos, Santa Fe, Buenos Aires, Córdoba y San Luis, y quizás otras regiones contiguas), de Cucurbita andreana Naudin, llamada vulgarmente "yeruá" en Entre Ríos y Uruguay, "cháncara" en San Luis y Córdoba y "zapallo amargo" en Buenos Aires y Santa Fe. Es una especie muy afín a C. maxima, especialmente por la forma de las hojas y de las flores, y la conformación del pedúnculo floral, diferenciándose del mismo, no obstante, por el tamaño menor de varias partes, principalmente de los frutos, que son elipsoidales y miden 6 a 8 centímetros de diámetro longitudinal por 4 a 6 centímetros de diámetro transversal, y por el sabor amargo del mesocarpio que lo hace absolutamente inepto para la alimentación (fig. 7). Si se parte del concepto de Zhiteneva (1930[28]) que cada especie de zapallo está formada por un grupo de formas cultivadas (culta) y otro de formas salvajes (agrestis), caracterizadas éstas por su abundante fructificación y por el sabor amargo de los frutos, tendríamos en esta especie el representante agrestis que ocuparía el claro dejado por dicha autora en el sistema de Cucurbita maxima. Este sistema quedaría completado de la siguiente forma: Cucurbita maxima Duch. agrestis: C. andreana.-- Cucurbita maxima Duch. culta rigida (v. peruviana, v. boliviana, v. chiloensis, v. abyssinica). -- Cucurbita maxima Duch. culta gracilior (v. asiatica). En los lugares en que yo la conozco, C. andreana no tiene un "habitat" de planta salvaje, más bien parece una planta doméstica o a lo más adventicia, pues crece en suelos modificados: terraplenes, maizales, antiguas taperas, viejos corrales, vizcacheras, etc. Se observa una forma con hojas verdes y otra con hojas marmoreadas.
7. 1 2  Parodi (1935[27]: "(Sobre Cucurbita maxima subsp. andreana): "Se observa una forma con hojas verdes y otra con hojas marmoreadas."
8. 1 2 3 4 5 6 7 8 9 10  En Millán (1945[1]): "Las variaciones observadas en los frutos (aquí analizados) fueron las siguientes:"

"Forma: Frutos ovoides, oblongos, esféricos o deprimidos."

"Tamaño: La longitud varía de 6 a 21,5 cm."

"Corona. En general, el receptáculo encierra completamente el ovario, la base de la corola es estrecha y se inserta en el ápice del fruto (Fig. 1 A, B, D y G). En algunos casos el receptáculo cubre incompletamente el ápice del ovario, que emerge en círculo más o menos grande, y la base de la corola es tan ancha como ese círculo. Esta segunda forma que da a los frutos la apariencia de un zapallo dentro de otro zapallo, se halla en Jesús María, Córdoba (Lám V, E; Lám VII, H, y Fig. 1, F). En Cucurbita maxima [C. maxima subsp. maxima] suele hallarse la misma disposición en varias razas. La Figura 1, H y J representa uno de los tipos de Zapallito de Tronco".

"Lóbulos. En general los frutos son lisos. Formas lobuladas se encuentran en Jesús María (Lám. IV, M; Lám. V, E, H, I; Lám. VI, A-C)."

"Color de la cáscara. La cáscara es de un solo color o no. En el primer caso es verde muy claro, verde amarillento o anaranjado. En el segundo caso, el más común, tiene franjas longitudinales más o menos anchas, de color verde-obscuro, de uniformidad, densidad y retículos variables, entre las cuales corren paralelas líneas más o menos angostas de color en general verde claro y a veces crema. Otras veces en lugar de franjas muestran un retículo verde, salpicado o no de lunares más claros."

"Consistencia de la cáscara. En general, la cáscara es leñosa y muy dura. Frutos de corteza menos lignificada se hallan en Jesús María".

"Color del mesocarpio. Blanco, blanquecino, distintos tonos de verde (claro, crema, amarillo, anaranjado) o de color naranja".

"Estructura del mesocarpio en los frutos sazonados. En general el mesocarpio se reabsorbe y queda reducido a una masa de fibras, los frutos son secos y livianos. Mesocarpio jugoso y frutos pesados, como los zapallos comestibles, se hallan en Jesús María."

"Semillas. El color de las semillas es blanco, gris claro, gris, gris algo obscuro, gris obscuro, castaño claro y castaño; la superficie es lisa y brillante o más o menos rugosa y la longitud varía de 6 a 16 mm. Las semillas de color blanco y castaño y en general las más grandes (10 a 16 mm) proceden de Jesús María".
9. ↑  Los frutos de andreana en la literatura consultada son muy diversos en tamaño, forma y color. El tamaño más frecuente se indicó como de 7,2±0,3 cm de alto por 6,8±0,2 cm de ancho (Lema 2011[33] citando a Ashworth 1997[20]), se han encontrado frutos desde 6 a 21,5 cm de alto y desde 5 a 9,5 cm de ancho (Lema 2011[33]), los frutos grandes pueden ser resultado de hibridación con poblaciones cultivadas (Lema 2011[33] citando a Lema 2009[34]). La forma puede ser ovoide, oblonga, globoide, de forma de pera, esférica o deprimida; aun en una misma planta pueden presentarse frutos ovoides y globoides (Lema 2011[33] citando a Ashworth 1997,[20] a Martínez Crovetto en Burkart 1974,[30] a Millán 1945[1]), lo esperable es que sin lóbulos, esto es, que no estén compuestos por gajos y surcos (Millán 1945[cita 8]), y que no tengan "corona" (ver más adelante, Millán 1945[cita 8]). La cáscara o corteza esperablemente muy leñosa y dura (Millán 1945[cita 8]), de superficie siempre lisa (sin rugosidades ni verrugas ni arrugas ni escrituras corchosas) (Lema 2011[33] citando a Ashworth y Galetto 2001,[35] a Martínez Crovetto en Burkart 1974,[30] a Millán 1945,[1] y a Lira Saade 1995[8]). El color se indicó que varía del verde claro al amarillo claro, dependiendo del grado de maduración del fruto, con estrías longitudinales que se recortan claramente sobre el fondo (Lema 2011[33] citando a Ashworth y Galetto 2001,[35] a Martínez Crovetto en Burkart 1974,[30] a Millán 1945,[1] y a Lira Saade 1995[8]), el citado Millán (1945[cita 8]) agrega que el color puede ser único (sin bandas) verde muy claro, verde amarillento o anaranjado, y si es con bandas, se ven como dos grupos de bandas, unas más o menos anchas, de color verde-obscuro, de uniformidad, densidad y retículos variables, entre las cuales corren paralelas líneas más o menos angostas de color en general verde claro y a veces crema, también agrega que otras veces en lugar de franjas muestran un retículo verde, salpicado o no de lunares más claros (Millán 1945[cita 8]). La pulpa o mesocarpio puede ser blanca, blanquecina, de distintos tonos de verde (verde claro, verde crema, verde amarillo, verde anaranjado) o incluso naranja (Millán 1945[cita 8]). En general la pulpa se reabsorbe al madurar y queda reducida a una masa de fibras, los frutos son secos y livianos (Millán 1945[cita 8]).
10. ↑  Contardi (1939) como Ashworth (1997[20]) hacen pruebas de polinizaciones controladas y descartan la posibilidad de apomixis, ya que ninguna flor femenina aislada produjo fruto. Ashworth (1997) también descarta la posibilidad de anemofilia, "ya que las flores fueron aisladas con bolsas de tul que excluyen todos los visitantes florales pero no la circulación de aire".
11. 1 2  Ashworth (1997:[20] "Visitantes florales (en dos poblaciones en San Luis y Córdoba, 1997): Los visitantes florales más abundantes fueron las "vaquitas", coleópteros de la especie Diabrotica speciosa Germ. (Fig 1E), llegándose a observar hasta 12 individuos por flor simultáneamente. Fueron observadas frecuentemente en posición vertical dentro de la flor, con la cabeza hacia el nectario, permaneciendo así un tiempo considerable. Estos insectos toman parte activa en el proceso de polinización, concurren en masa a las flores, donde se comportan caóticamente cubriéndose todo el cuerpo con polen. Dicho ambiente también resulta adecuado para la cópula y la ovipostura. Cabe destacar que los adultos de estos insectos fueron los únicos en consumir los frutos, incluyendo las semillas (Fig. 1F). El "siete de oro" Astylus atromaculatus, fue otro coleóptero comúnmente observado en las flores. Estos insectos se comportaron de forma muy similar a la especie descripta anteriormente, llegándose a contar hasta 10 individuos por flor. Estas dos especies también fueron observadas volando en gran número por encima de las plantas, durante las primeras horas de la mañana. Otros visitantes frecuentes fueron las abejas melíferas (Apis mellifera L.), las cuales contribuyeron en gran medida en el proceso de polinización. En ambas flores aterrizan en la parte interna de la corola o incluso sobre el estigma de las pistiladas, luego se dirigen hacia la base de la flor y toman néctar en posición vertical. En general, y a partir del comportamiento observado, se puede decir que el polen es recogido de un solo sitio de la antera (con los pelos del dorso) y es depositado, a su vez, sobre un único lado del estigma. Fue común ver más de una abeja (a veces dos o tres) por flor, permaneciendo inmóviles largos períodos de tiempo. Se observó también competencia por el néctar entre estos insectos. La "palomita transparente del zapallo", lepidóptero de la familia Pyraustidae, Eudiopthis hyalinata Stoll, fue un visitante menos frecuente. La mariposa (Fig. 1D) además de libar el néctar de las flores, ovipone sobre las partes más jóvenes de la planta (pimpollos, hojas en desarrollo, etc.) las cuales posteriormente son consumidas por las larvas (Fig. 1G). El estado de pupa fue observado generalmente en el interior de flores senescentes, cerrando los pétalos de las mismas con hilos de seda. Dípteros de la familia Chloropidae fueron observados en gran número dentro de las flores y también se registraron oviposturas del lepidóptero Spodoptera latifascia sobre las hojas de esta especie. Todos los visitantes mencionados fueron observados en ambos tipos de flores y en las dos poblaciones muestreadas." En las conclusiones agrega: "Individuos adultos de Eudiopthis hyalinata fueron los únicos representantes nectarívoros registraos de Lepidoptera. Por otro lado, sus larvas se alimentan de los órganos aéreos de las Cucurbitáceas en general (Margheritis y Rizzo 1965[44]) y, en esta planta en particular, las partes más comidas fueron las flores, disminuyendo así la producción de frutos. Debido a la gran variedad de visitantes florales observados se puede concluir que se trata de una especie generalista".
12. ↑  (En Millán (1945[1]): "La sustancia amarga es, entre otras, la colocintina (Paulsen 1936[47]). La colocintina se extrae de Citrullus colocynthis, donde primeramente fue descubierta, pero también la contienen otras cucurbitáceas." (Millán 1945[1])"
13. 1 2  Tallamy et al. (2005[48]): (p.70-71) "Cucurbitacins are produced in at least some tissues of all members of the Cucurbitaceae (Gibbs 1974,[104] Guha and Sen 1975,[105] Jeffrey 1980[106]) and a few species in other plant families (Curtis and Meade 1971,[107] Pohlman 1975,[108] Dryer and Trousdale 1978,[109] Thorne 1981[110]). In most species they are concentrated in roots and fruits, with lesser amounts in stems and leaves. Because of their extreme bitterness, cucurbitacins are thought to be involved in plant protection against herbivores (Metcalf 1985,[111] Tallamy and Krischik 1989[112]). Nevertheless, cucurbitacins are phagostimulants for both adults (Metcalf et al. 1980[100]) and larvae (DeHeer and Tallamy 1991[103]) of several luperine species in the subtribes Aulacophorina and Diabroticina (Table 4.1) and can have important ecological consequences for plants that possess them (Tallamy and Krischik 1989[112]). Adult luperines can detect cucurbitacins in nanogram quantities and readily devour bitter plant material (Metcalf 1994,[113] Tallamy et al. 1998[114]). In addition to WCR [western corn rootworm, Diabrotica virgifera virgifera], cucurbitacins influence the behaviour of several important crop pests, including Diabrotica balteata LeConte, the banded cucumber beetle, Diabrotica barberi Smith and Lawrence, the northern corn rootworm, Diabrotica undecimpunctata howardi Barber, the southern corn rootworm, and Diabrotica speciosa, a crop pest in Central and South America." Tabla 4.1 lista los insectos fagostimulados por cada cucurbitacina (incluye datos no publicados).
14. ↑  Tallamy et al. (2005[48]): (p.72) "[Cucurbitacins have] extreme bitternes and... ability to kill or repel most invertebrate and vertebrate herbivores (David and Vallance 1955,[49] Watt and Breyer-Brandwijk 1962,[50] Nielsen et al. 1977,[51] Tallamy et al. 1997a[52])."
15. 1 2  Tallamy et al. (2005[48]): (p.67) "[Cucurbitacins have] Noxious effects on other [other than Diabrocitina and Aulacophorina] insects" (Nielsen et al. 1977,[51] Tallamy et al. 1997a[52]).
16. 1 2  Tallamy et al. (2005[48]): (p.67) "For more than a century, researchers have noted the curious attraction of adult luperine chrysomelids in the subtribes Diabrocitina and Aulacophorina to cucurbit species rich in the bitter compounds collectivelly called cucurbitacins (Webster 1895,[99] Contardi 1939,[21] Metcalf et al. 1980[100])".
17. 1 2  Tallamy et al. (2005[48]): (p.72) "As discussed above, cucurbitacins are phagostimulants for many luperine adults (Metcalf et al. 1980,[100] Nishida and Fukami 1990,[101] Tallamy et al. 1997b[102]) and larvae (DeHeer and Tallamy 1991[103])".
18. 1 2  Tallamy et al. (2005[48]): (p.67) "[Diabrocitina and Aulacophorina] can locate cucurbits over long distances by tracking flower and wound volatiles, and... cucurbitacins are phagostimulants for Diabroticites that... cause them to eat anything containing these compounds (Sinha and Krishna 1970,[115] Metcalf et al. 1980[100])."
19. 1 2  Tallamy et al. (2005[48]): (p.81-82) "Electroantennogram (EAG) recording was used to identify extract compounds attractive to Diabrocites, citing: Hibbard et al. (1997b[116]), Cossé and Baker (1999[117])."
20. 1 2  Tallamy et al. (2005[48]): (p.71-72). "Studies have shown that, when WCR [western corn rootworm, Diabrotica virgifera virgifera] eat crystalline cucurbitacins for 2 days, they excrete 85% of the material and permanently sequester the remainder in their fat bodies, cuticles, haemolymph, spermatophores and developing eggs (Ferguson and Metcalf 1985,[119] Andersen et al. 1988,[120] Tallamy et al. 2000[121]). There is good evidence that, regardless of the cucurbitacin configuration eaten, beetles transform it through glycosilation, hydrogenation, desaturation and acetylation into 23,24-dihydrocucurbitacin D (Andersen et al. 1988,[120] Nishida et al. 1992[122]). There are decided defensive benefits to cucurbitacin sequestration. Beetles that have eaten cucurbitacins become highly distasteful and are readily rejected by predators such as mantids, mice and finches (Ferguson and Metcalf 1985,[119] Nishida and Fukami 1990,[101] DW Tallamy, unpublished data). Sequestered cucurbitacins may also discourage parasitoids such as tachinid flies in the genus Celatoria, although this has never been tested. Moreover, when cucurbitacins have been sequestered in eggs and larvae, both of which are denizens of pathogen-rich damp soil, survival after exposure to the entomopathogen Metarhizium anisopliae is significantly improved (Tallamy et al. 1998[114]). This may explain why females shunt 79% of the cucurbitacins that are not excreted into their eggs or the mucus coating of the eggs (Tallamy et al. 2000[121])."
21. 1 2  Tallamy et al. (2005[48]): (p.73) "Luperines [Chrisomelidae] such as WCR [western corn rootworm, Diabrotica virgifera virgifera], have been described as pharmacophagous insects (Nishida and Fukami 1990[101]) because they search for particular phytochemicals for purposes other than primary metabolism  or host recognition (Boppré 1990[123])."
22. 1 2  Tallamy et al. (2005[48]): (p.73) "Whether obtained through pharmacophagy or specialization on cucurbits, cucurbitacins persist in the cuticle, fat bodies and haemolymph (Ferguson et al. 1985,[124] Andersen et al. 1988[120]) and provide protection against predators (Ferguson and Metcalf 1985,[119] Nishida and Fukami 1990[101]) and/or pathogens (Tallamy et al. 1998[114]). Perhaps because of their defensive benefits, both cucurbitacins and pyrrolizidine alkaloids have also become an integral component of the reproductive behaviour of participating species (Dussourd et al. 1991,[125] LaMunyon and Eisner 1993,[126] Tallamy et al. 2000[121]). In both cases, the pharmacophagous agent is consumed directly by females and/or is sequestered by males and passed whithin spermatophores to females. Females, in turn, shunt the majority of these materials to developing eggs".
23. 1 2  Contardi (1939[21]), actualizando entre corchetes a la taxonomía actual: "En la provincia de Córdoba existe un zapallo salvaje, denominado vulgarmente zapallo amargo, el cual, en el transcurso de las experiencias genéticas demostró su naturaleza híbrida. Por sus caracteres morfológicos el zapallo amargo de la provincia de Córdoba parece ser una variedad de Cucurbita maxima [Cucurbita maxima subsp. maxima], "tiene frutos grandes como una cabeza, se pueden confundir fácilmente con el común zapallito criollo con el cual a veces crecen juntos" (comunicación del ingeniero agrónomo H. Peralta Ramos), y tiene la característica de poseer en la pulpa una sustancia amarguísima, por lo tanto "la gente no lo utiliza, no tiene ninguna aplicación y crece salvaje" (comunicación del señor JF Blasco). Un lote de zapallos amargos (legado por el ingeniero agrónomo H Peralta Ramos) fue autofecundado (pedigree 35-31), pudiéndose observar que en la generación siguiente disgregaba, siendo los resultados obtenidos los que van a continuación: (Tabla. Número de plantas con frutos amargos: 13, número de plantas con frutos dulces: 4). Los datos anteriores son interesantísimos porque concuerdan con la expectativa teórica de la F2 de un monohíbrido, vale decir que, al obtenerse una disgregación en la proporción 3:1, nos indicaría que lo llamado en Córdoba zapallo amargo, no es una variedad fija sino un simple híbrido disgregante. Las mismas plantas utilizadas en la experiencia anterior fueron cruzadas con C. maxima var. Zapallito de tronco [Cucurbita maxima var. zapallito], y el resultado obtenido fue el siguiente: (Tabla. Número de plantas con frutos amargos: 38. Número de plantas con frutos dulces: 32). Lo que indica que este pedigree (35-3) ha disgregado aproximadamente en la proporción 1:1 que es característica de las retrocruzas de monohíbridos, confirmando esto la naturaleza híbrida del material estudiado. Teniendo en cuenta los resultados obtenidos, se puede opinar que las muestras estudiadas como zapallo amargo de Córdoba son el resultado de cruzamientos naturales entre C. maxima var. Zapallito de tronco? [Cucurbita maxima var. zapallito?] y el verdadero zapallo amargo de Córdoba, especie [variedad silvestre] aún no descripta, la cual, a su vez, teniendo en cuenta la gran afinidad morfológica y genética entre las especies C. andreana [Cucurbita maxima subsp. andreana] y C. maxima var. Zapallito de tronco [Cucurbita maxima var. zapallito], podría ser considerada como originada por hibridación natural entre las especies [subespecies] citadas. Me parece muy semejante, y con idéntica explicación, el caso citado por De Candolle (1883,[53] p. 209) en el género Citrullus."
24. 1 2 3  En Millán (1945[1]): "Cucurbita andreana [Cucurbita maxima subsp. andreana] vegeta, según los datos que hasta ahora se tienen, en la República del Uruguay y en las provincias argentinas de Buenos Aires, Entre Ríos, Santa Fe, San Luis, Córdoba y La Rioja. En el material que cultivamos, las formas más afines a C. maxima [C. maxima subsp. maxima] proceden de Jesús María, Córdoba, las que ya habían llamado la atención de Contardi,[21] quien se inclinaba a suponerlas híbridos de ambas especies [subespecies]. Parece indudable que C. andreana [C. maxima subsp. andreana] es la especie [subespecie] progenitora de C. maxima [C. maxima subsp. maxima]. Ya Parodi[27] señaló la afinidad de ambas especies [subespecies], y colocó a nuestro zapallito silvestre dentro del sistema de Cucurbita maxima creado por Zhiteneva (1929-1930[28]) en el lugar que la autora rusa reservó para la forma salvaje cuya existencia presumía."
25. 1 2  Contardi (1939[21]), actualizando entre corchetes a la taxonomía actual: "De la cruza interespecífica Cucurbita maxima [Cucurbita maxima subsp. maxima] por Cucurbita andreana [Cucurbita maxima subsp. andreana] resultó una F1 con las siguientes características: a) Los frutos de todas las plantas fueron de sabor "amargo", por lo tanto este carácter, que es propio de C. andreana [Cucurbita maxima subsp. andreana], se comporta como dominante sobre el "dulce" (2) de C. maxima [Cucurbita maxima subsp. maxima]. b) Todas las plantas fueron uniformemente vigorosas y muy fértiles, teniendo cada una gran cantidad de frutos. - En la F2 las plantas con frutos amargos representaban el 75% del total, correspondiendo el resto (25%) a las que tenían frutos de sabor dulce. Por consiguiente la segregación se ha producido según la típica proporción mendeliana 3:1. En el cuadro II se encuentran consignados los resultados de todas las F2 con sus correspondientes errores probables. 

Cuadro II: Resultados obtenidos en la F2. [Copiados sólo los datos]
c
Pedigree 34-1: 60 plantas, 47 Am, 13 am.

Pedigree 34-2: 76 plantas, 54 Am, 22 am.

Pedigree 34-4: 86 plantas, 57 Am, 29 am.

Pedigree 34-13: 11 plantas, 9 Am, 2 am.

Pedigree 34-14: 21 plantas, 17 Am, 4 am.

Pedigree 34-18: 35 plantas, 25 Am, 10 am.

Pedigree 34-19: 56 plantas, 46 Am, 10 am.

Pedigree 35-15: 21 plantas, 15 Am, 6 am.

Pedigree 35-17: 10 plantas, 4 Am, 6 am.

Pedigree 35-13: 23 plantas, 20 Am, 3 am.

Pedigree 35-33: 14 plantas, 10 Am, 4 am.

Pedigree 35-10: 28 plantas, 22 Am, 6 am.

Pedigree 35-12: 18 plantas, 14 Am, 4 am.

Sumas: 459 plantas, 340 Am, 119 am.

El pedigree 35-17 es el único que no da la proporción esperada, quizá debido al escaso número de individuos, a un error en la cruza o a una infección con polen extraño. En las retrocruzas (back-cross) se observó que aproximadamente el 50% de las plantas poseían frutos amargos, y el otro 50% frutos dulces (cuadro III). 

Cuadro III: Resultados obtenidos en las retrocruzas (copiados sólo los datos)

Pedigree 34-12: 87 plantas, 49 Am, 38 am.

Pedigree 34-7: 97 plantas, 43 Am, 54 am.

Pedigree 34-8: 49 plantas, 25 Am, 24 am.

Pedigree 34-9: 102 plantas, 52 Am, 50 am.

Pedigree 34-10: 94 plantas, 44 Am, 50 am.

Pedigree 34-17: 105 plantas, 55 Am, 50 am.

Pedigree 34-3: 106 plantas, 58 Am, 48 am.

Pedigree 34-11: 74 plantas, 33 Am, 41 am.

Suma: 714 plantas, 359 Am, 355 am.

Luego las retrocruzas confirman el resultado obtenido en F2, pues por el hecho de responder a la proporción 1:1 demuestra que el carácter que llamamos "amargo" (Am) es heredable y regido por un solo factor simple (1). Estas conclusiones fueron ampliamente corroboradas por algunas F3."
26. ↑  Paris y Kabelka (2009[60]): (p.46) Preferred gene symbol: Bimax*, synonim: Bi. Character: Bitter fruit. High cucurbitacin content in fruit. Bi from C. maxima subsp. andreana and C. ecuadorensis; bi from C. maxima subsp. maxima, including 'Queensland Blue'. Linked to Lo-2. Species: C. maxima, C. maxima x C. ecuadorensis. References: Decker-Walters et al. (2004[61]), Kim et al. (1999[62]).
27. ↑  Paris y Kabelka (2009[60]): (p.46) Preferred gene symbol: Bmax, synonim: B-2. Character: Bicolor. Precocious yellow fruit pigmentation, from subsp. andreana PI 165558. Species: C. maxima. References: Shifriss 1966,[63] Shifriss 1989.[64]
28. 1 2 3 4  Contardi (1939[21]), actualizando entre corchetes a la taxonomía actual: "De la simple observación y análisis de los datos consignados en el cuadro IV, es posible establecer la afinidad genética que existe entre C. andreana [Cucurbita maxima subsp. andreana] y otras especies y variedades cultivadas del mismo género. 

Cuadro IV: Afinidad genética en Cucurbita (copiados sólo los datos)

C. andreana x C. maxima var. "Gigante". Cruzas: 6 Positivas: 2 Semilla: Normal

C. andreana x C. maxima var. "zapallito de tronco" Cruzas: 14 Positivas: 4 Semilla: Normal

C. andreana x C. maxima var. turbaniformis Cruzas: 15 Positivas: 3 Semilla: Normal

C. andreana x Híbrido (C. maxima x C. andreana) Cruzas: 25 Positivas: 5 Semilla: Normal

C. andreana x C. pepo var. ovifera Cruzas: 25 Positivas: 0 Semilla: -

C. andreana x C. pepo var. "Angola" Cruzas: 14 Positivas: 0 Semilla: -

C. andreana x C. ficifolia Cruzas: 12 Positivas: 3 Semilla: Hueca

C. pepo var. ovifera x C. maxima var. "Gigante" Cruzas: 5 Positivas: 0 Semilla: -

La determinación de la afinidad genética anteriormente citada es de suma importancia bajo los puntos de vista agronómico y sistemático. Debemos considerar el enorme daño que puede causar C. andreana [Cucurbita maxima subsp. andreana] en lo que se refiere a la hibridación natural con C. maxima [Cucurbita maxima subsp. maxima]. Hay que tener en cuenta el alto porcentaje (29%) de cruzas positivas, principalmente con la variedad Zapallito de tronco [Cucurbita maxima var. zapallito] no obstante tratarse de hibridaciones artificiales (la misma facilidad en el cruzamiento, o mayor que con el propio polen, como lo he podido constatar después de una serie de autofecundaciones). Es también evidente la afinidad presentada por las variedades Gigante (33%) y turbaniformis (30%), que pertenecen también a la especie C. maxima [a la subespecie Cucurbita maxima subsp. maxima]. Por lo tanto, según los datos obtenidos se puede afirmar que, a la gran afinidad morfológica entre C. maxima [Cucurbita maxima subsp. maxima] y C. andreana [Cucurbita maxima subsp. andreana], corresponde una íntima afinidad genética. Luego, el claro dejado por Zhiteneva (1930[28]) en su clasificación para la forma agrestis de C. maxima fue llenado muy acertadamente con C. andreana [Cucurbita maxima subsp. andreana] por Parodi (1935[27]). Investigaciones recientes efectuadas por H.W. Li (1935[71]) demostraron la poca afinidad genética existente entre las especies C. maxima [Cucurbita maxima subsp. maxima] y C. pepo, que se manifestó por el bajo porcentaje de cruzas positivas y perturbaciones en la meiosis de las pocas plantas híbridas obtenidas. Es interesante dejar constancia que, en los cruzamientos que he efectuado entre C. andreana [Cucurbita maxima subsp. andreana] y C. pepo no resultó ningún fruto, argumento que confirma la poca afinidad sistemática y genética entre estas dos especies; siendo de esperar este resultado, debido al poco éxito obtenido en las cruzas C. maxima [Cucurbita maxima subsp. maxima] y C. pepo nombradas anteriormente, desde que consideramos a C. andreana [Cucurbita maxima subsp. andreana] como la forma agrestis de C. maxima. En cuando a lo que se refiere a las cruzas [de Cucurbita maxima subsp. andreana] con C. ficifolia, resulta también un alto porcentaje (25%), pero como todos los frutos que desarrollaron tenían todas las semillas huecas, no se puede aventurar una opinión respecto a la afinidad en este caso sin un previo estudio embriológico. Bailey (1929[72]) observó casos similares en diversos cruzamientos interespecíficos. Opinó que podría ser un caso semejante a los estudiados en Linun por Laibach (1925[73]) y en Solanum por Jörgensen (1928[74])."
29. 1 2 3  Millán (1945[1]): "Aunque Naudin (1896) describió Cucurbita andreana hace casi medio siglo, todavía hasta hoy se repiten algunas referencias inexactas. En efecto, Naudin dice que las semillas son de color negro y que logró dos frutos cruzando Cucurbita moschata x C. andreana. La casi totalidad de los autores que describen esta última especie, fieles a la descripción original, le atribuyen también semillas negras y la consideran afín a C. moschata. Más adelante veremos que las semillas nunca son de ese color, y en cuanto a la pretendida afinidad, hay que observar que en el momento (en) que Naudin escribió no había comprobado aún si esos frutos completaron su desarrollo y produjeron semillas fértiles. Este cruzamiento fue repetido en nuestro país por Contardi (1939,[21] nota al pie de la p. 339), quien dice que solamente obtuvo éxito en dos casos, pero posteriormente me informó (carta 10 de octubre 1941) que los frutos, "aunque desarrollaron bastante, no llegaron a la madurez". En cambio, la afinidad de Cucurbita andreana es, como vimos, con C. maxima."
30. ↑  Millán (1945[1]): (Luego de comprobar la similitud morfológica, citar los experimentos de hibridación de Contardi (1939[21]) y calcular la convivencia geográfica de andreana con la región origen de las variedades cultivadas) "La domesticación de la planta silvestre [Cucurbita maxima subsp. andreana], partiendo de los frutos más grandes y dulces, pudo iniciarla alguno de los pueblos agricultores que primitivamente habitaron dentro del área o en los bordes del área de distribución del zapallito amargo [Cucurbita maxima subsp. andreana]. De allí se expandiría a las otras regiones de América, dando origen a nuevas formas locales."
31. 1 2 3  Whitaker y Bemis (1964[157]) listan a Cucurbita andreana en la Tabla 1 (de especies silvestres y cultivadas de Cucurbita), indentada bajo Cucurbita maxima como alegando su pertenencia a la misma, en la misma tabla menciona que se distribuye en Argentina y Bolivia (como autor de la lista cita a "Bailey 1948[154] y otros"), en la figura 1 sobre hibridaciones entre especies, vuelve a mostrar su pertenencia a C. maxima gráficamente, sin citar autores. Menciona que en cruzamientos recíprocos, C. cylindrata no cuajó fruto al ser cruzada con C. andreana, sin citar autor. Más tarde menciona en el texto que C. andreana "intercambia genes libremente con su contraparte cultivada, C. maxima" y que "ni la F1 ni la F2 ni las generaciones siguientes pierden vitalidad", citando como autor de la afirmación a "Whitaker 1951[68] y datos no publicados". Luego hipotetiza que C. andreana puede ser un escape de C. maxima bien adaptado para la sobrevivencia en el ambiente en el que se presenta, si bien "Debería ser recordado, sin embargo, que no hay evidencia crítica para sostener esta deducción. La situación inversa podría ser verdadera, es decir, las llamadas feral species pueden ser los ancestros de las formas cultivadas".
32. ↑  Lira Saade (1995[8]):17: "La mayoría de las especies (de Cucurbita silvestres) se distribuye en regiones relativamente pequeñas del continente y sólo algunas como C. foetidissima (Estados Unidos al centro de México) o C. argyrosperma ssp. sororia (México a Centroamérica) se hallan más ampliamente distribuidas".
33. ↑  En Millán (1945[1]): "Vavilov (1935[76]), aplicando el principio de que el centro de origen de una especie coincide con el centro de concentración de sus variaciones y la presencia del mayor número de caracteres endémicos, establece que la variedad cultivada de C. maxima se formó en Perú y Bolivia. Pero aún no se han estudiado los zapallos que se cultivan desde muy antiguo en Argentina, Chile, Paraguay y Brasil. De Argentina, por ejemplo, hemos tenido ocasión de cultivar un centenar de muestras de semillas de Cucurbita maxima procedentes de Jujuy, Salta, Catamarca, La Rioja, San Juan, Chaco, Santa Fe, Córdoba, San Luis, Misiones, Corrientes y Buenos Aires. Hay aquí zapallos de guía y de tronco. Frutos del tamaño de una manzana y otros de 30 kg; de corteza blanca, amarilla, plomiza, roja, castaño, verde, etc., uniforme o con franjas o con manchas de otros colores; de forma esférica, alargada, periforme, deprimida; frutos rectos o curvos, con el extremo proximal obtuso, mamelonado, íntegro, con corona o con turbante. Corteza más o menos tierna y durísima, lisa, verrugosa, corchosa o con protuberancias como la del zapallo Knobby Leviathan, sin lóbulos o con lóbulos. Mesocarpio amarillo o rojo, delgado, grueso, dulcísimo, insípido o amargo. Semillas blancas y bronceadas. Aun en el caso que tan gran variación fuera superada en Perú y Bolivia, podría no ser ese el centro de origen de Cucurbita maxima sino sólo un centro de formas nuevas, como seguramente es Chile, y como según Zhiteneva (1929-1930[28]) también lo son Asia y África. Recuérdese que en estos dos continentes De Candolle (1855[77] y 1883[53]) situó sucesivamente la patria de estos zapallos. Una cosa semejante ocurre con Cucurbita pepo. Vavilov, aunque expresa reservas sobre su origen geográfico, señala que la mayor diversidad de variedades está concentrada en Asia Menor. Sin embargo, todo parece probar que es oriunda del sur de Estados Unidos, donde crece silvestre Cucurbita texana, especie muy afín a los zapallitos de adorno, y que en opinión de Bailey (1943[78]), es posible que de ella procedan las razas actuales de C. pepo. En fin, de acuerdo a nuestra opinión, Cucurbita maxima se ha originado mucho más al sur de lo que sostiene la escuela rusa".
34. 1 2  Esteras et al. (2009[15]): "Resumen. Se ha llevado a cabo una caracterización molecular, empleando marcadores AFLP, de la diversidad genética de un conjunto de 38 entradas sudamericanas de C. maxima, estudiando su relación con el ancestro silvestre. Los resultados indican la existencia de distintos grados de diversidad genética en el germoplasma de esta especie recolectado en distintos países de su zona de origen y diversidad. Las entradas procedentes de Argentina son las más variables y las más parecidas al ancestro silvestre, lo que apunta a su primitivismo y/o a la ocurrencia de cruzamientos con poblaciones de la subespecie andreana, con las que coexiste en la actualidad. Estos resultados apoyan las suposiciones previas que señalan a Argentina como centro de origen de la especie y refuerzan la prioridad de colectar y conservar las entradas de este país. Sin embargo, encontramos discrepancias con referencias previas que indican una elevada diversidad genética en Bolivia y Perú. En estos países se observa una reducida diversidad, que puede ser consecuencia de la ocurrencia de un proceso de erosión genética intenso en los últimos años. Por otro lado, nuestros resultados muestran que en Ecuador todavía existe una diversidad importante de tipos, no descrita con anterioridad, que es recomendable conservar antes de que se pierdan."
35. 1 2  BVS Uruguay:[80] Entre los años 1995 y 2001, solamente 5 (de 130) brotes de enfermedades transmitidas por alimentos registrados en Uruguay en los cuales se pudo arribar al diagnóstico etiológico, "fueron debidos a la Colocintina, un glucósido muy amargo contenido en la especie silvestre de zapallitos (Cucurbita andreana), que produce híbridos fértiles con la especie comestible (Cucurbita maxima). El cuadro clínico se caracteriza por cólicos epigástricos, diarrea explosiva con múltiples deposiciones diarias que puede llevar a la deshidratación, con un tiempo de incubación entre 30 y 60 minutos y que se autolimita en 24 horas".
36. ↑  La flor femenina sin polinizar no se desarrolla. Contardi (1939[21]), actualizando entre corchetes a la taxonomía actual: "En cuanto a la partenocarpia, fue factible observar que de 34 flores femeninas aisladas y sin fecundar, no se desarrolló ningún fruto; por lo tanto, la característica de formarse el fruto sin previa fecundación no parece ser común en estas especies. La distribución por especies de las flores aisladas fue la siguiente: Cucurbita maxima [Cucurbita maxima subsp. maxima], 22; C. andreana [C. maxima subsp. andreana], 4; C. pepo, 6; Amargo de Córdoba [Cucurbita maxima subsp. maxima x Cucurbita maxima subsp. andreana silvestre en Jesús María, Córdoba], 2.
37. 1 2  Contardi (1939[21]):"[En una polinización abierta en la ciudad de Buenos Aires, facultad de Agronomía] las semillas que constituyeron los pedigrees 35-25 y 35-26 provenían de dos frutos dulces de fecundación no controlada del pedigree 34-7; vale decir, se ha dado oportunidad para que tuviese efecto la hibridación natural con polen procedente de plantas cercanas (del mismo campo experimental), algunas de las cuales tenían frutos de sabor amargo. [En el cuadro, el fruto 35-25 dio 20 plantas de fruto dulce y 7 de fruto amargo; el fruto 35-26 dio 23 plantas de fruto dulce y 6 de fruto amargo]. Del análisis de los resultados se deduce que cualquier fruto dulce de [C. maxima subsp. maxima] no garantiza semillas puras, puesto que más o menos el 23% de ellas, darán en el verano siguiente plantas con frutos de sabor amargo." Nótese que no comparó con un control dulce x dulce, que tiene asumido que siempre dará descendencia dulce.
38. ↑  Contardi (1939[21]), actualizando entre corchetes a la taxonomía actual: "Consideraciones agronómicas. 1ª. Debemos tener en cuenta el daño que puede causar la gran afinidad genética entre zapallitos amargos y dulces. Al hablar de cruzamientos naturales, vimos que los pedigrees 35-25 y 35-26 presentaban el 25% y 20% respectivamente de plantas con frutos amargos, y, si consideramos que como promedio cada fruto tiene 190 semillas, obtendríamos 23.230 semillas, puesto que 117 era el número de frutos amargos entre ambos pedigrees. La superficie ocupada en el caso de sembrar las semillas nombradas, sería aproximadamente una hectárea, resultando una F2 [una segunda generación] en la cual el mayor número de plantas poseerían frutos amargos, siendo fácil comprender la enorme difusión que tendría el gen Am [de "Amargo", un único gen que al perderse corta la producción de todas las cucurbitacinas amargas, según los resultados de este trabajo] en el caso de venderse las semillas a los hortelanos. Esto no es solamente teórico, pues se ha dado el caso de comprarse, en una importante semillería de la Capital Federal, semillas de zapallo de las que resultaron plantas con frutos amargos. En conclusión tenemos que: a) Fruto dulce no asegura descendencia de plantas con frutos dulces; b) Deben efectuarse cruzamientos artificiales entre plantas de frutos dulces para obtener semillas útiles, en regiones donde abunda C. andreana [Cucurbita maxima subsp. andreana], o el zapallo amargo de Córdoba [Cucurbita maxima subsp. maxima x Cucurbita maxima subsp. andreana de Jesús María, Córdoba]."
39. 1 2  Lemée (1887,[81] citado en Millán 1945[1]) había escrito: "Debe destruirse con cuidado el zapallo chirigua [andreana] en los zapallares y alrededor. Esa planta pertenece a la misma familia, y creemos que debe ejercitar una influencia perniciosa sobre la calidad de los zapallos".
40. ↑  Raffo (1997[16]) p. 37: "Es menester cultivar zapallos y zapallitos de Cucurbita maxima en terrenos exentos de zapallito amargo, pues se hibrida fácilmente con el cultivado y produce por xenia (influencia de polen extraño) frutos amargos. Su polinización o cruzamiento la efectúan diversos insectos pues sus flores son muy visitadas por abejas y por lo tanto debe existir un área de varios kilómetros libre de zapallito amargo en la zona de producción de semilla. El zapallito amargo es muy sensible a los tratamientos con herbicidas de los cultivos extensivos. Por esta razón es muy difícil poder encontrarlo espontáneamente en zonas de cultivos con fuerte aplicación de herbicidas selectivos. Los focos de infección que todavía quedan se encuentran en nuestras provincias norteñas, donde se refugian en los montes naturales por no usarse herbicidas en los mismos. Estas zonas de poco frío permiten que esta especie silvestre se multiplique espontánea y rápidamente. Por esta razón, es preciso eliminar esta maleza en el norte del país (sobre todo en las áreas libres de heladas) pues son las que producen zapallito redondo en la época invernal.".
41. ↑  Servicio Roundup ReadyPlus. Buscador de malezas: Zapallito Amargo, Cucurbita andreana Naudin.[83]
42. 1 2 3 4  Pérez Castellano, quien dejara sus escritos alrededor de 1780 (publicado en 1914[88]), citado literalmente en Millán (1945[1]), aquí transcripto actualizando a la ortografía actual y aclarando entre corchetes, donde sugiere sobre las chacras de Miguelete, Uruguay: "En las estancias se suelen criar por los campos, particularmente en rodeos viejos de ganado, o en lugares de población dejada [en lugares abandonados por la población], que aquí llaman taperas; unos calabazos muy semejantes en hoja y fruto, cuando están tiernos, a los zapallos criollos [a Cucurbita maxima cultivados]. Algunos engañados de su semejanza los han echado alguna vez en la olla, y es tanta su amargura, que una tajada pequeña ha sido bastante para viciar [estropear] una olla grande de comida y ponerla de modo que ni los perros podían tocarla. Pues estos calabazos, a los que llaman aquí porongos, cuando están sazonados [maduros] son de una corteza muy dura, y son los mejores de todos para toda suerte de vasijas, hasta para tener agua en ellos en lugar de cántaros; porque se dulcifican [pierden su amargor] en poco tiempo sólo con echarles agua y mudarla por algunos días. Yo he deseado su semilla, que es pequeña, para ponerlos en mi chácara [chacra]; pero me he olvidado siempre de pedirla a tiempo. Aconsejo a los labradores del Miguelete que la siembren en las suyas, poniendo las semillas detrás del corral de los caballos, por donde tienen alguna salida las aguas, y hallarán en ellos sin trabajo la utilidad que digo". Dice Millán,[1] "aunque el nombre de porongo se usa especialmente para designar los frutos, o ciertas formas de los frutos, y a la planta misma de Lagenaria siceraria, es evidente que Pérez Castellano alude a Cucurbita andreana, sobre todo si se tiene en cuenta que en un capítulo aparte se refiere en forma inconfundible a la primera especie."
43. 1 2  Millán (1968[54]): "El hallazgo (de una población de andreana no amargos en Pergamino) significa que por mutación del factor amargo, biotipos dulces puros vegetan espontáneos en los campos, de modo que los rústicos horticultores del pasado, que empezaron por comer las semillas de los zapallitos salvajes, cuando pusieron atención en la pulpa, no necesitaron arbitrar métodos especiales de selección para eliminar la colocintina, el poderoso purgante que fue suprimido en 1943 por el Codex medicamentarius argentino y que ya no se receta ni para los caballos. Pudieron elegir los frutos no amargos existentes en la población natural de C. andreana."
44. ↑  Tallamy et al. (2005[48]): (p.70) "The biological activity of [cucurbitacins] has been recognized for centuries as a laxative and emetic and in the treatment of malaria, dysentery and dysmenorrhoea (Lavie and Glotter 1971,[91] Halaweish 1987,[92] Miro 1995[93]).
45. ↑  Tallamy et al. (2005[48]): (p.70) "More recently, cucurbitacins have received a great deal of attention because of their antitumour properties, differential cytotoxicity towards renal, brain tumour and melanoma cell lines (Cardellina et al. 1990,[95] Fuller et al. 1994[96]); their inhibition of cell adhesion (Musza et al. 1994[97]) and possible antifungal effects (Bar-Nun and Mayer 1989[98])."
46. ↑  Tallamy et al. (2005[48]): (p.82) "As noted above, despite specialization on the Poaceae, adult WCR [western corn rootworm, Diabrotica virgifera virgifera] and D. barberi feed compulsively on bitter cucurbitacins when presented the opportunity, and they are attracted to volatiles from Cucurbita blossoms (Metcalf and Metcalf 1992[118] and references therein)."
47. 1 2  "18 especies de Cucurbita fueron examinadas cualitativamente para hallar su espectro de cucurbitacinas presente, y cuantitativamente para medir su concentración en hojas, frutos y raíces por medio de cromatografía de capa delgada (thin-layer chromatography), espectrometría de masas, y espectrometría de absorción ultravioleta (ultraviolet absorption spectrometry). Las hojas estrujadas y los frutos en tajadas de varias especies fueron expuestos a grandes poblaciones de la southern cornrootworm, Diabrotica undecimpunctata howardi Barber y de la western cornrootworm, D. virgifera LeConte. Se encontró una fuerte correlación entre el contenido total de cucurbitacinas y el tamaño del agregado de insectos y la cantidad de materia forrajeada por parte de los dos taxones." (..) "4 grupos principales de Cucurbita se formaron con base en la naturaleza de sus cucurbitacinas. El grupo I incluyó especies silvestres y amargas con relativamente grandes cantidades de cucurbitacinas B y D y cantidades no detectables de cucurbitacinas E e I: C. andreana, C. ecuadorensis, C. gracilior, C. lundelliana, C. palmeri, C. sororia, y C. pedatifolia. El grupo II incluye especies silvestres y amargas con relativamente grandes cantidades de cucurbitacinas E e I: C. cylindrata, C. foetidissima, C. martinezzi, C. okeechobeensis, y C. palmata. El grupo III, C. texana contenía casi todas las cucurbitacinas como un E-glucósido (cucurbitacin-E-glycoside). El grupo IV incluyó a C. ficifolia, C. maxima, C. mixta, C. moschata y C. pepo -las especies domesticables y no amargas en las que las cucurbitacinas no fueron detectadas por medio de ensayos químicos ni por medio de ensayos biológicos-." [...] "C. andreana fue investigada intensivamente como la especie más atractiva del grupo I." (Siguen los resultados de las cromatografías.) [...] "Los frutos de C. andreana contenían las mayores cantidades de cucurbitacinas, 0,3% del peso fresco en cucurbitacinas B y D (Tabla 1). Estas dos cucurbitacinas formaron al menos el 95% del total de contenido de cucurbitacinas en un radio 87% B:13% D, en acordancia con Rehm (1960[155]), quien encontró 88% B:12% D en esta especie. Encontramos 0,058% de cucurbitacina B en las raíces; Rehm (1960[155]) encontró 0,06%. En las hojas encontramos un 50% B: 50% D, Rehm (1960[155]) registró 30% B: 70%D." Más tarde informa que la cucurbitacina B parece la más distribuida en Cucurbitaceae, la más fácilmente detectada por las varias especies de Diabroticites, y que eso sugiere fuertemente que la cucurbitacina B fue la primitiva, como concluyen Rehm et al. (1957[169]). "Una comparación del contenido de cucurbitacinas para una filogenia de Cucurbita spp., como construida por compatiblidades genéticas (Whitaker y Bemis 1964[157]) y por taxonomía numérica (Rhodes et al. 1968[161]) sugieren que la forma primitiva de cucurbitacina fue B-D y que E-I y los glycosides aparecieron como modificaciones secundarias." Para sugerencia de usar o desarrollar híbridos para atrapar insectos y hacer trampas cita a Rhodes et al. (1980[170]), Metcalf et al. (1981[171]).
48. ↑  Contardi (1939[21]): "(Durante las cruzas de andreana con variedades no amargas) En la clasificación de los frutos de la descendencia en "amargos" y "no amargos", se tropezó con el grave inconveniente de que la degustación resultaba sumamente desagradable e imposible de continuarse sobre muchos frutos, pues el sabor amargo era tan persistente que impedía distinguir el sabor no amargo en las degustaciones siguientes. Afortunadamente, se observó que el coleóptero vulgarmente denominado "Vaquita de San Antonio", cuyo nombre científico es Diabrotica speciosa Germ., tenía gran apetencia hacia la pulpa de los zapallos amargos, despreciando los no amargos o dulces; esto se comprobó luego cortando varios frutos y colocándolos alineados, alternando los dulces con los amargos (fig 4). Durante varios días y a distintas horas se tomó nota del número de insectos que se encontraban en cada fruto, siendo notables los resultados obtenidos, que se detallan en el cuadro 1. Adoptado este método, se siguieron controlando los resultados degustando los frutos no atacados por el coleóptero, no habiéndose descubierto un solo error sobre varios centenares de frutos. (...) Vimos en otra parte de este trabajo la selección que es capaz de efectuar la "Vaquita de San Antonio", Diabrotica speciosa Germ. (J. M. Bosq, 1934[127]), en lo que respecta al carácter amargo en los zapallos. Es un escarabajo de color verde claro, con 6 manchas amarillas en los élitros, tiene un largo aproximado de 7 mm., "se alimenta de un gran número de hortalizas, siendo a veces muy dañino. No solamente devora las hojas de los vegetales, sino también se alimenta de las flores, reduciendo enormemente la producción de frutos. Pasa el invierno en estado adulto en abrigos secos. Las larvas se alimentan de las raíces de las plantas y hay probablemente dos generaciones por año" (Anónimo, 1925[128]). Siempre, durante el transcurso de nuestro experimento, nos ha llamado poderosamente la atención la extraordinaria voracidad de Diabrotica speciosa respecto a Cucurbita andreana. Sobre zapallitos amargos de unos 90 gramos, partidos por la mitad y dejados sobre el suelo, se llegaban a concentrar hasta 300 insectos por fruto. Lo que demuestra a las claras la posibilidad de utilizar esta especie como planta-trampa en la lucha contra esta plaga de las hortalizas. Elmore y Campbell (1936[129]) en un estudio reciente, observaron que las especies Diabrotica soror, D. trivillata, D. balteata, eran atraídas por los frutos de Cucurbita foetidissima. Experimentaron con diversos sistemas, con el fin de utilizar a esta especie como planta-trampa."
49. ↑  Tallamy et al. (2005[48]): (p.81) "Diabrotica spp., in general, have been associated with blossoms of varying Cucurbita spp. (Fronk and Slater 1956,[130] Howe and Rhodes 1976,[131] Bach 1977,[132] Fisher et al. 1984[133]). Andersen and Metcalf (1987[134])... (found they preferred C. maxima over the other species)" (p.81) "Andersen (1987[135]) identified 22 of the 31 major components of C. maxima floral aroma. Metcalf and Lampman (1991[136] and references therein) evaluated them for attraction to diabroticite beetles... Metcalf and Metcalf (1992[118] and references therein) (developed a 3-component blend as a highly simplified Cucurbita blossom volatile aroma). (p.83) "Metcalf and Metcalf (1992[118])... added a methoxy group to natural compounds (that) dramatically increased its effectiveness in attracting adult beetles.... It is these more attractive methoxy analogues of natural compounds which are generally used as lures today".
50. 1 2  Tallamy et al. (2005[48]): (p.83-84-85) it mentions some real lures and if they are commercially availables, the most effective a new trap developed by Trécé (Salinas, California) containing buffalo gourd root powder.
51. 1 2  Tallamy et al. (2005[48]): (p.72)"Despite the benefits to female WCR [western corn rootworm, Diabrotica virgifera virgifera] from eating bitter cucurbit tissues, it is males rather than females who actively seek these compounds in nature. In a field trial quantifying the sex ratio of beetles that came to cucurbitacin-rich fruits of Cucurbita andreana, Tallamy et al. (2002[137]) found that 99% of the 224 WCR [western corn rootworm, Diabrotica virgifera virgifera] found at the fruits over a 5-day period were males. This result concurs with the male-biased sex ratios frequently found in cucurbitacin traps (Shaw et al. 1984;[138] Fielding and Ruesink 1985[139]). Apparently females rely on males for their primary source of cucurbitacins (Tallamy et al. 2000[121]). Males sequester 89% of the cucurbitacins not excreted after ingestion in their spermatophores and pass them to females during copulation. Whether such behaviour imparts a mating advantage to WCR [western corn rootworm, Diabrotica virgifera virgifera] males has not been investigated."
52. ↑  Como describe un diario de Salta: "El día de San Juan se celebra en los suburbios de la ciudad y en la campaña con mucho ruido. Se hacen grandes fogones de paja de maíz alrededor de los cuales se apeñuscan niños, niñas y hombres a gritar ¡Viva San Juan! y a dar descomunales saltos sobre los fogones quemando cohetes y haciendo salvas de escopeta."[141]
53. 1 2  Podetti (1925,[142] folklore de San Luis): "Los tradicionales fogones constituían hasta hace poco una de las fiestas más populares de los pueblos del interior, pero hoy, lentamente, van siendo desplazados hacia las campañas más apartadas. Varios días antes de la víspera de San Juan, comenzábase la recolección de elementos para los "fogones", ramas secas, leña, donde abundaba, pero más generalmente yuyos, secos ya en esa época, y se amontonaban parvas y más parvas de quinoa, bledo, sepa de caballo, yerba de oveja, etc. Reuníanse por otro lado grandes cantidades de una cucurbitácea amarga, parecida al zapallo de tronco, llamada "cháncara", que abunda especialmente alrededor de los vizcacherales. El 23 de junio por la mañana comenzaba el arreglo: primero se plantaba una rama o pértiga para servir de sostén a todo el armazón y luego colocábase el yuyo a los costados, apretando convenientemente, en seguida se echaban en su interior, por la parte de arriba, las cháncaras que debían reemplazar a los cohetes, en la producción del estruendo. Y todos a esperar ansiosos a la hora de encenderlos, con el temor que algún mal intencionado, seudo-gracioso se adelantara. (...) Las últimas llamas, luchando con la falta de elementos combustibles, emergían apenas, moribundas ya, del cúmulo de brasas y cenizas candentes, cuando entraban en juego las cháncaras que reventaban estrepitosamente, aumentando la algazara".
54. 1 2  Ochoa de Masramón, (1996, folklore del valle del Concarán[143]): Cháncara - Cucurbita andreana Naud. El fruto es un pequeño zapallo amargo. Se acostumbra probar el zapallo antes de echarlo a la olla, porque si en lugar de éste resulta una cháncara, malogra el puchero, sale amargo. A los fogones de San Juan y San Pedro se le colocan cháncaras que producen estruendos al reventar por el fuego.
55. ↑   Valega Rosas y Andres (2004[7]): "C. maxima ssp. andreana (collection # 550 & 552), was an unexpected find since this is far from its known range in northern Argentina and Bolivia. The dried fruit rinds were being used by Ashaninka Indians to construct crafts for the tourist trade. Otherwise, they are extremely bitter and of no use. Two nearby populations were found and it is hoped that we will be able to study these plants and this region of Peru in more depth to see how closely related they are to the populations in Bolivia and Argentina.".
56. 1 2  Parodi (1966[159]): "(De) Cucurbita maxima se encuentra la especie silvestre más emparentada, el zapallito amargo (C. andreana), maleza de nuestros campos. En una publicación anterior sostuvimos que este zapallito era el antecesor salvaje del zapallo criollo (1935:144). Sin embargo, una comunicación reciente de Whitaker y Bemis admite una tesis opuesta: este zapallito sería una especie asilvestrada derivada del zapallo criollo (Evolution 18(4):553-59, 1964[cita 31]). Los argumentos en defensa de nuestro modo de ver son los siguientes: 

1) El zapallito amargo tiene un área definida que abarca el sur de las provincias de San Luis, Córdoba y Santa Fe, y la mitad septentrional de la provincia de Buenos Aires, área de los antiguos pampas, más Entre Ríos y el Uruguay, dominio de los charrúas; ambos grupos étnicos desconocieron el cultivo de las plantas. 

2) El área del zapallito silvestre está más al sur que la del cultivo aborigen del zapallo criollo, que llegó hasta las sierras de Córdoba practicado por los comechingones. Podría haberse superpuesto, sin embargo, en la región austral de las sierras. 

3) La especie amarga se ha producido únicamente en la Argentina, sin haberse producido otra forma similar en algún otro punto del área de domesticación de C. maxima, que llega hasta México. 

Aunque Whitaker y Bemis no niegan que el zapallito amargo pueda ser el genitor del zapallo criollo, su nueva hipótesis abre otra puerta para la investigación del origen de nuestro zapallo común."
57. ↑  Millán (1968[54]): "El arte culinario indígena poseía mil recetas para hacer palatables o inocuas raíces, tubérculos, frutos o semillas que naturalmente no lo eran, y la circunstancia que los zapallos cultivados se consideraran descendientes de especies silvestres de frutos amargos, hizo pensar en los medios que los americanos primitivos pudieron haber usado para poder comerlos sin daño y con gusto. Por curiosidad hicimos unos ensayos muy simples. Disponíamos de un centenar de frutos tiernos del zapallito amargo provenientes de distintas localidades de las provincias de Buenos Aires, Córdoba y San Luis, las que había recibido por conducto del Dr. R. D. Balmaceda y de los ingenieros agrónomos J. R. Báez, U. M. Barletta y S. A. Caruso. Previamente a la experiencia, los frutos fueron probados para comprobar que eran amargos. Carter supuso que la colocintina de los frutos pudo ser reducida o eliminada hirviéndolos o tratándolos con ácido acético proveniente de jugos fermentados. Nosotros hicimos dos pruebas, poniéndolos a hervir y asándolos al rescoldo. En el primer caso, después de diez hervores sucesivos con sus correspondientes cambios de agua, el amargor no varió. En el segundo caso, los frutos se cortaron transversalmente en dos mitades, se colocó cada mitad boca abajo sobre la ceniza caliente, después se dieron vuelta y se llenaron con ceniza hasta completar la cocción. El método es copia de la forma como William Mac Cann vio asar un zapallo en las cenizas de un fogón cerca de Dolores en el año 1847. Pero en nuestra experiencia, el amargor no solamente no disminuyó, sino que aparentemente se acentúa. Pero una muestra que el Ing. Agr. W. F. Kugler nos mandó de Pergamino ofreció un caso inesperado. La totalidad de los 12 frutos que la componían eran dulces, entendiendo aquí que dulce significa no amargo. Los zapallitos tenían olor y sabor semejantes al pepino. Previo remojo durante 24 horas en agua y sal, o cocidos sin sal, el sabor corresponde entre el del pepino y un zapallito de tronco desabrido. Rociados con sal y vinagre durante una noche y probados crudos, en ninguna manera son desagradables."
58. ↑  Andres (1990[173])p.106: "The exterior color and shape of the (C. ficifolia) fruit are very similar to some landraces of C. maxima. p.113: "In South America there are less likely candidates for the wild progenitor of C. ficifolia. Only two wild species of Cucurbita are endemic to South America. One, C. andreana Naud., is fairly certain to be the wild progenitor of C. maxima (Millán 1945[1])."
59. ↑  Nee (1990[70]) p. 57: "Cucurbita has been divided into two groups: (1) the arid zone perennials with storage roots; and (2) the more mesophytic annuals or short-lived perennials without storage roots (Whitaker and Bemis 1975[163]). (...) The five domesticated species of Cucurbita have arisen from the mesophytic group."
60. ↑  Sanjur et al. (2002[13])..."El haplotipo de C. andreana resultó también  ancestral al de C. ecuadorensis" lo que podría sugerir una posibilidad de que C. ecuadorensis como C. maxima se derivaran de C. andreana, hipótesis que descarta debido a (1) la distribución disyunta de las mismas en la actualidad y arqueológicamente (para lo último cita a Sauer 1993[183]), (2) a que C. ecuadorensis es la única Cucurbita silvestre encontrada en Ecuador hoy en día (la misma especie tiene poblaciones silvestres y semidomesticadas), referencias Nee 1990[70] y "datos no publicados", (3) y que en Ecuador se encontraron restos de una Cucurbita silvestre similar a C. ecuadorensis hace unos 10 mil años pero no similar a C. andreana (referencias Piperno et al. 2000[42] y datos no publicados).
61. ↑  Giannini et al. (2009[2]): "The maps obtained through modeling (Fig. 1) show that the potential occurrence area of P. ferverns extended north beyond the latitude of 20°S, including some areas of northeastern and central western Brazil, northern Argentina, and Bolivia (Fig. 1A). It completely overlaps with the areas of C. m. andreana (Fig. 1C) and presents a broader geographical distribution, encompassing the areas of domesticated species of Cucurbita (Fig. 1B, D, E, F). The histograms created with the frequency of individuals in different environmental conditions show that P. fervens has a close association with C. m. andreana (Fig. 2). Both are present mainly between 22 and 28 °C in the warmest quarter (Fig. 2A) and between 10 and 22 °C in the coldest quarter (Fig. 2B). Also, they occur between 320 and 640 mm of precipitation in the wettest quarter (Fig. 2C). However, P. fervens also occurs with a lower frequency at temperature values between 14 and 20 °C in the warmest quarter (Fig. 2A), precipitation values above 720 mm in the wettest quarter (Fig. 2C) and 350 mm in the driest quarter (Fig. 2D). The average, maximum and minimum temperatures and precipitation for each species analyzed are shown in Fig. 3. Peponapis fervens and C. m. andreana presented similar values of mean temperature, but P. fervens can reach lower values (Fig. 3A). Both also presented similar mean precipitation, but P. fervens also occurs at higher values (Fig. 3B.)" "...the map of potential areas obtained for C. m. andreana clearly showed some overprediction. Maybe its points of occurrence are underestimated due to the lack of surveys or the difficulties of accessing this data, but on the other hand, this species has never been reported in southwestern Brazil, which was shown as a potential area in the map (Fig. 1C). Only some hybrids of C. m. maxima and C. m. andreana have been found in low altitudes in Brazil (Cutler and Whitaker 1961). Michael Nee (personal communication, 2009) found C. m. andreana in Bolivia only in the areas marked on the map as occurrence points (Fig. 1C). But the potential areas of this species resulting from modeling emphasize mainly the northern Argentina, Paraguay, and Uruguay as potential areas, more than Bolivia itself".
62. ↑  Villanueva (1960, ed.1962[189]), p. 36:"También en nuestro país, como en todos los del Río de la Plata, la industria del pobrese ingenió para procurarse la vajilla doméstica utilizando los frutos gigantes de la Lagenaria: el porongo o yerúa. En las zonas rurales de las distintas provincias argentinas, ese fruto ha proporcionado a la familia, indígena o criolla, no solamente el vaso o la taza, el botellón o limeta, la botija o tinaja y el gran recipiente -reemplazado después por la damauana- para transportar leche, vino o cualquier líquido frío, sino hasta la escupidera o bacín." p.37: "Pero en el Río de la PLata sólo llamamos mate, corrientemente, a la calabacita empleada para preparar y servir la infusión de yerba. Entre nosotros, como ya dijimos, la palabra mate, en su acepción botánica, es un nombre específico, pues designa sólo una variedad de Lagenaria y su fruto: el destinado a cebar mate. Las otras variedades de mayor tamaño son llamadas vulgarmente yeruá o yerguá (voz guaraní) y porongo (voz quechua)."